# Intervenció cubana a Angola

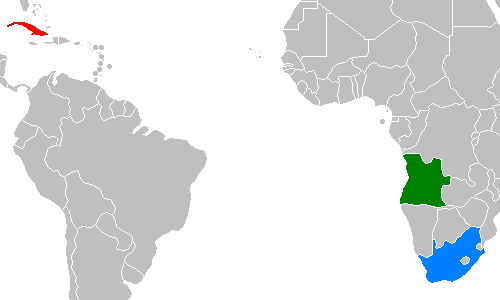
Localització de Cuba (vermell), Angola (verd), i Sud-àfrica (blau)

La intervenció cubana a Angola es va produir durant els primers anys de la Guerra Civil angolesa. El novembre de 1975, a la vigília de la independència d'Angola, Cuba va iniciar una gran intervenció militar en suport del Moviment Popular per a l'Alliberament d'Angola (MPLA), d'orientació marxista-leninista contra la intervenció de la Sud-àfrica de l'apartheid que donava suport als grups rivals Front Nacional d'Alliberament d'Angola (FNLA) i UNITA, que també gaudien del suport del Zaire i, en menor mesura, dels Estats Units. A finals de 1975 l'exèrcit cubà a Angola tenia més de 25.000 efectius. Després de la retirada del Zaire i Sud-àfrica, les forces cubanes van romandre a Angola per donar suport al govern del MPLA contra UNITA en la guerra Civil angolesa.
El 1988 les tropes cubanes van intervenir de nou per evitar el desastre militar de l'ofensiva dirigida per les Forces Armades Populars d'Alliberament d'Angola (FAPLA) contra UNITA, que encara era recolzada per Sud-àfrica, que acabà en la batalla de Cuito Cuanavale i l'obertura d'un segon front. Es considera que aquest canvi d'esdeveniments ha estat el principal impuls per a l'èxit de les converses de pau en curs que conduïren als acords de Nova York, l'acord pel qual les forces cubanes i sud-africanes es van retirar d'Angola mentre Àfrica del Sud-oest va obtenir la seva independència de Sud-àfrica. La implicació militar cubana a Angola va acabar el 1991, mentre que la guerra civil angolesa va continuar fins a 2002.

## Antecedents

### Fracàs de l'acord d'Alvor i la Guerra Civil
La Revolució dels Clavells del 25 d'abril de 1974 a Portugal va agafar el món per sorpresa i els moviments d'independència en les seves últimes colònies africanes no preparats. Després de negociacions tranquil·les, es va concedir la independència de Moçambic el 25 de juny de 1975, però el control d'Angola es va mantenir disputat entre els tres moviments independents rivals: MPLA, FNLA i UNITA a Angola i el Front d'Alliberament de l'Enclavament de Cabinda (FLEC) a la província de Cabinda.
Fins a la independència, la prioritat dels moviments independentistes era la lluita contra el poder colonial i, inicialment, no tenien aliances clares. Amb la desaparició de Portugal com a enemic comú, les rivalitats ètniques i ideològiques van saltar a la palestra. La lluita entre els tres ja va començar el novembre de 1974, primer a Luanda i ràpidament es va difondre a tot el país. El nou govern portuguès esquerrà va mostrar poc interès per interferir, però sovint va afavorir el MPLA. El país aviat es va enfonsar en diferents àmbits d'influència, el FNLA va prendre possessió de la part nord d'Angola i UNITA del centre-sud. El MPLA controlava principalment la costa, el sud-est llunyà i, al novembre de 1974, va obtenir el control de Cabinda. La desunió dels tres moviments principals va ajornar l'entrega del poder. El tractat d'Alvor que van signar els tres i Portugal el 15 de gener, va resultar no ser una base sòlida per al procediment. El govern de transició que preveia l'acord estava igualment format pels tres grans moviments independentistes i Portugal. Va jurar el 31 de gener de 1975; el dia d'independència es va fixar l'11 de novembre de 1975, el mateix dia de l'alto el foc. El FLEC no va formar part de l'acord perquè lluitava per la independència de Cabinda, que els portuguesos havien unit administrativament com a exclavament d'Angola.
La lluita a Luanda (el MPLA hi refereix com la «Segona Guerra de l'Alliberament») es va reprendre amb prou feines un dia després que el govern de transició va prendre possessió. Les tropes del FNLA, que operaven des del Zaire, ja van prendre posicions a Luanda des d'octubre de 1974. El MPLA havia seguit més tard en nombres més petits. En aquest punt, el MPLA i UNITA «havien donat tots els signes d'intenció d'honrar l'acord d'Alvor». La lluita esclatà a Luanda entre el FLNA i el MPLA. El FLNA era recolzat per Mobutu i els Estats Units. Al març, el FNLA del nord d'Angola marxava sobre Luanda junt amb unitats de l'exèrcit zairès que Mobutu els havia proporcionat encoratjat pels EUA. El 28 d'abril el FNLA va desencadenar una segona onada d'atacs i, a principi de maig, 200 tropes zaireses van penetrar cap al nord d'Angola suport seu.
El MPLA, inicialment més feble, es va retirar cap al sud, però finalment amb subministraments arribats de la Unió Soviètica va aconseguir treure el FNLA fora de Luanda abans del 9 de juliol. El FNLA va prendre posicions a l'est de Quifangondo als afores de la capital de l'est, des d'on va mantenir la pressió i va eliminar tota la presència del MPLA a les províncies del nord de Uíge i la Zaire.
Els combats s'escamparen per tot el país. Els moviments d'independència van intentar aprofitar punts estratègics clau, sobretot la capital el dia de la independència. En una reunió del Consell de Seguretat Nacional dels Estats Units (NSC) el 27 de juny de 1975, l'aleshores president dels Estats Units, Gerald Ford, va dir que, malgrat les eleccions planificades, era important col·locar «el seu home» en primer lloc, referint-se al llavors líder d'UNITA Jonas Savimbi que controlava Luanda abans de les eleccions. Arthur Schlesinger va assenyalar en la mateixa reunió que els Estats Units «podrien desitjar encoratjar la desintegració d'Angola». Cabinda a les urpes de Mobutu significaria una major seguretat dels recursos del petroli.

### Implicació estrangera
A partir de principis de la dècada de 1960, els tres grans moviments d'independència van comptar amb el suport d'una àmplia gamma de països, en alguns casos, fins i tot del mateix. En el moment de la independència, FNLA i UNITA van rebre ajudes dels Estats Units, el Zaire, Sud-àfrica, la Xina i Corea del Nord.
Mentre Portugal era present a Angola, els moviments havien de tenir seu a països veïns independents, fent que Congo-Léopoldville (Zaire/República Democràtica del Congo, anteriorment belga) fos una elecció lògica tant pel MPLA com pel FNLA. Després de la seva expulsió de Léopoldville (ara Kinshasa) al novembre de 1963, el MPLA es va traslladar pel riu Congo cap a l'ex Congo-Brazzaville (República del Congo), on es trobava convidat pel seu nou govern d'esquerres. El FNLA es va mantenir a Congo-Léopoldville a la qual va romandre íntimament lligat i des d'on va rebre el gruix del seu suport. El líder del FNLA Holden Roberto va estar vinculat a Mobutu per matrimoni i obligat a ell per molts favors passats. Al llarg dels anys, el FNLA s'havia convertit en poc més que una extensió de les pròpies forces armades de Mobutu. Gran part del suport del Zaire es va produir indirectament dels Estats Units, amb qui Mobutu tenia vincles estrets. Zaire va ser el primer país a enviar tropes a Angola el març de 1975 i participar en la lluita contra el MPLA l'estiu d'aquell any.
A l'estiu de 1974, la Xina va actuar després de la Revolució portuguesa i va enviar 200 instructors militars al Zaire, on van entrenar les tropes del FNLA i van proporcionar assistència militar. La participació xinesa va ser més una mesura contra la influència soviètica que contra la dels països occidentals. El 27 d'octubre de 1975, també van ser els primers a retirar els seus instructors militars. UNITA, que es va separar del FNLA el 1965/66, va ser inicialment maoista i va rebre suport de la Xina. Corea del Nord havia estat entrenat la divisió d'elit de Mobutu, la Kamanyola, i també va formar la FNLA, però va retirar el seu suport al Zaire i al FNLA a la fi de desembre de 1975. El 1975 Xina i Corea del Nord van ser també els primers a sortir de la zona després de la Revolució portuguesa. Quan el seu suport va cessar FNLA i UNITA van triar fermament al camp occidental.
Els Estats Units tenien una història de suport al règim de Salazar a Portugal, permetent l'ús de l'equip de l'OTAN a Angola, així com als moviments independentistes que lluitaven contra el colonialisme portuguès. El suport dels Estats Units a la FNLA va ser assumit pel govern de Kennedy el 1960. Holden Roberto havia estat en nòmina de l'Agència Central d'Intel·ligència (CIA) des de 1963. El 7 de juliol de 1974 la CIA va començar a finançar el FNLA a petita escala. El 22 de gener de 1975, una setmana després que es signessin els acords d'Alvor i just abans que el govern provisional d'Angola assumís el càrrec, el «Comitè 40» del Consell de Seguretat Nacional dels EUA, que supervisava les operacions clandestines de la CIA, va autoritzar 300.000 dòlars EUA en ajuda privada al FNLA.
Com que la CIA sospitava que el MPLA era d'esquerres, «no tenia ganes de veure tractes del govern dels EUA amb el MPLA» i no volia que formessin part del govern de transició. Els Estats Units van augmentar el seu suport a la FNLA i, per primera vegada, van finançar UNITA. El 18 de juliol de 1975 el president estatunidenc Ford va aprovar l'operació encoberta de la CIA «Operation IA Feature» per ajudar els FLNA i UNITA amb diners (30 milions de dòlars EUA), armes i instructors. Els instructors militars dels EUA (CIA) van arribar al sud d'Angola a l'agost, on van cooperar estretament amb els seus homòlegs sud-africans que van arribar al mateix temps. El suport va suposar la contractació de mercenaris i una campanya de propaganda ampliada contra el MPLA. El públic estatunidenc no en va ser informat. Els Estats Units «es va comprometre públicament amb un embargament contra el lliurament d'armes a faccions angoleses mentre en secret llançava un programa paramilitar».
Altres països occidentals amb el seu propi suport clandestí a FNLA i UNITA eren Gran Bretanya i França. Israel va ajudar el FNLA de 1963 a 1969 i el FNLA envià membres a entrenar-se a Israel. Durant la dècada de 1970, Israel va enviar armes al FNLA a través del Zaire.
Alguns països de Bloc de l'Est i Iugoslàvia van establir vincles amb el MPLA a principi dels anys seixanta durant la seva lluita contra els portuguesos. La Unió Soviètica va començar una modesta ajuda militar a la fi dels anys seixanta. Aquest suport es va mantenir clandestí, fou escàs i, de vegades, va cessar totalment. Aquest va ser el cas el 1972, quan el MPLA es va veure fortament pressionat pels portuguesos i va ser desmantellat per conflictes interns (lluita entre el líder de l'MPLA Agostinho Neto i Daniel Chipenda de 1972 a 1974). L'ajuda soviètica es va suspendre el 1973, a excepció d'alguns enviaments limitats el 1974 per contrarestar el suport xinès al FNLA; només Iugoslàvia va continuar enviant subministraments al MPLA. En resposta al suport dels EUA i xinès al FNLA, el suport soviètic al MPLA es va reprendre el març de 1975 en forma de lliurament d'armes per via aèria a través de Brazzaville i per via marítima a través de Dar-es-Salaam. L'assistència soviètica al MPLA sempre era una mica reticent; mai van confiar plenament en Neto i la seva relació es va mantenir ambivalent durant els anys següents. Els soviètics preferien una solució política, però no volien veure el MPLA marginat. Fins i tot només després de les incursions sud-africanes els soviètics van enviar armes, però no instructors per a l'ús d'armes sofisticades. Entre els altres països del Bloc de l'Est el MPLA tenia contactes ben establerts amb Alemanya Oriental i Romania, que enviaren grans quantitats de subministraments no militars. Encara que era esquerrà, Neto estava interessat en un equilibri ideològic en el seu suport exterior, però malgrat les obertures fins a 1975, no va poder obtenir el suport dels Estats Units pel MPLA, i va esdevenir dependent únicament del bloc de l'est.

#### Cuba i el MPLA abans de la Guerra Civil
Els primers contactes informals de Cuba amb el MPLA es remunten a la darreria de la dècada de 1950. La guerrilla del MPLA va rebre la seva primera formació dels cubans a Alger a partir de 1963 i Che Guevara es va reunir amb el líder de MPLA Agostinho Neto per a les primeres converses d'alt nivell el 5 de gener de 1965 a Brazzaville, on Cuba estava establint una missió militar de dos anys. Aquesta missió tenia com a finalitat principal actuar com a reserva estratègica per a l'operació cubana a l'est del Congo. També va prestar assistència al govern d'Alphonse Massemba-Débat a Brazzaville i, a petició de Neto, al MPLA en les seves operacions contra els portuguesos a Cabinda i al nord d'Angola, on el seu principal enemic era el FNLA. Aquesta cooperació va marcar el començament de l'aliança Cuba-MPLA que va durar 26 anys.
Les operacions MPLA-cubanes a Cabinda i al nord d'Angola van tenir molt poc èxit i els cubans van acabar amb la missió a Brazzaville tal com estava previst el juliol de 1966. El MPLA va traslladar la seva seu a Lusaka a principis de 1968. Alguns guerrillers del MPLA van continuar rebent entrenament militar a Cuba, però els contactes entre Cuba i el MPLA es van refredar mentre l'Havana va centrar la seva atenció en la lluita independentista a Guinea Bissau. Després de la gira de Castro pels països africans, al maig de 1972, Cuba va intensificar les seves operacions internacionalistes a Àfrica, amb una missió d'entrenament a Sierra Leone i petites missions tècniques a Guinea Equatorial, Somàlia, Algèria i Tanzània.
En un memoràndum del 22 de novembre de 1972, el major cubà Manuel Piñeiro Lozada va comunicar a Raúl Castro la petició de MPLA de petites quantitats de formació i personal. Aquestes consideracions el 1972 no van tenir fruit i les atencions de Cuba es van centrar a Guinea Bissau. Va ser només després de la revolució portuguesa que una delegació del MPLA va presentar una demanda d'ajuda econòmica, entrenament militar i armes a Cuba el 26 de juliol de 1974. A principis d'octubre, Cuba va rebre una altra petició, aquesta vegada més urgent, de cinc oficials cubans perquè ajudessin a organitzar l'exèrcit del MPLA, les FAPLA. Al desembre de 1974/gener de 1975, Cuba va enviar el major Alfonso Pérez Morales i Carlos Cadelo a una missió de trobada a Angola per avaluar la situació. En una carta de 26 de gener de 1975, lliurada a Cadelo i Morales, Neto va enumerar el que volia el MPLA de Cuba, «L'establiment, organització i manteniment d'una escola militar per a quadres», «Un vaixell [cubà] per transportar el material de guerra que tenim a Dar-es-Salaam capa Angola», «Uniformes i equips militars per a 10.000 homes» i «Assistència financera mentre ens estem establint i organitzant».
Tot i que Cuba considerava l'establiment d'una missió militar (entrenament militar) a Angola, de nou no hi va haver resposta oficial a aquesta petició. Només va ser reiterada pel MPLA el maig de 1975 quan el comandant cubà Flavio Bravo es va trobar amb Neto a Brazzaville mentre els portuguesos es preparaven per retirar-se de les seves colònies africanes. Les esperances d'ajuda de l'MPLA es van dirigir als països del Bloc oriental des d'on no es van materialitzar prou ajuda segons els seus desitjos. Neto és citat en un informe cubà on es queixa del suport de Moscou. També va expressar la seva esperança que la guerra d'Angola es convertiria en «un assumpte vital en la lluita contra l'imperialisme i el socialisme». Però ni la URSS ni el propi MPLA esperaven que esclatés una guerra important abans de la independència. El març de 1975 el MPLA va enviar uns 100 membres per entrenar-se a la Unió Soviètica i va rebre l'ajuda financera sol·licitada (100.000 US $) de Iugoslàvia.

### Sud-àfrica intervé
La sobtada retirada de Portugal d'Angola i Moçambic el 1975 va acabar amb una història de cooperació militar i d'intel·ligència sud-africana amb Portugal contra els moviments d'independència d'Angola i Namíbia que es remuntaven a la dècada de 1960, després formalitzats en una aliança secreta anomenada Exercici Alcora. També va finalitzar la cooperació econòmica pel que fa al projecte hidroelèctric Cunene a la frontera entre Angola i Namíbia, que Sud-àfrica havia finançat.
La participació sud-africana a Angola, subsumida sota el que va denominar Guerra de la frontera de Sud-àfrica, va començar el 1966 quan es va iniciar el conflicte amb el moviment independentista de Namíbia, l'Organització dels Pobles del Sud-oest d'Àfrica (SWAPO), que en aquell moment tenia bases a Ovamboland i Zàmbia, i va créixer. Amb la pèrdua dels portuguesos com a aliat i l'establiment del govern comunista pro-SWAPO a les dues excolònies, el règim de l'apartheid va perdre seccions altament valorades del seu «cordó sanitari» entre ella mateixa i l'Àfrica negra hostil. En els anys següents, Sud-àfrica va participar en nombroses activitats militars i econòmiques a la regió, donant suport a la RENAMO a la Guerra Civil de Moçambic, realitzant diverses mesures per a la desestabilització econòmica contra Botswana, Lesotho, Malawi, Moçambic, Swazilàndia, Tanzània, Zàmbia i Zimbàbue, recolzant una intervenció mercenària infructuosa a les Seychelles el 1981, i va donar suport a un cop d'estat a Lesotho el 1986. Va ser després d'un intent de cop d'estat a Tanzània el 1983, que donava suport als rebels a Zimbabue des de la independència, que va realitzar incursions contra les oficines del Congrés Nacional Africà a Maputo, Harare i Gaborone i va dur a terme una guerra de contrainsurgència a Namíbia contra SWAPO. La SWAPO es va retirar i va operar des de bases a Angola i Sud-àfrica no es va enfrontar només amb la qüestió d'haver de creuar una altra frontera a la recerca del SWAPO, sinó també a un altre govern d'esquerres a la regió. A diferència dels altres països de la regió, Sud-àfrica no tenia influència econòmica a Angola, fent que l'acció militar fos l'únic mitjà possible per exercir influència en el curs dels esdeveniments.
El 14 de juliol de 1975 el primer ministre sud-africà Vorster va aprovar la compra d'armes per 14 milions US $ que va vendre en secret al FNLA i UNITA. Els primers enviaments d'armes per FNLA i UNITA des de Sud-àfrica van arribar a l'agost de 1975.
El 9 d'agost de 1975, una patrulla de trenta persones de la Força de Defensa de Sud-àfrica (SADF) va moure uns 50 km al sud d'Angola i va ocupar el complex hidroelèctric Ruacana-Calueque i altres instal·lacions al riu Cunene. En foren pretext diverses incidències hostils amb UNITA i SWAPO aterrint treballadores estrangers. La defensa del complex hidràulic de Calueque al sud d'Angola va ser el pretexte de Sud-àfrica per al primer desplegament permanent de tropes regulars de la SADF a l'interior d'Angola.
El 22 d'agost de 1975, el SADF va posar en marxa l'operació «Sausage II», una gran incursió contra SWAPO al sud d'Angola. A més, el 4 de setembre de 1975, Vorster va autoritzar la provisió de formació militar limitada, assessorament i suport logístic. Al seu torn, FNLA i UNITA ajudarien els sud-africans a lluitar contra SWAPO. A causa dels recents èxits del MPLA, el territori d'UNITA s'havia reduït a parts del centre d'Angola, i palesava a Sud-àfrica que el dia de la independència es trobaria el MPLA al comandament de Luanda; «ni els Estats Units ni Sud-àfrica estaven disposats a acceptar això.» La SADF va establir un camp d'entrenament a prop de Silva Porto i va preparar les defenses de Nova Lisboa (Huambo). Van reunir la unitat d'atacs mòbils «Foxbat» per aturar les unitats FAPLA amb les quals es va enfrontar el 5 d'octubre, salvant Nova Lisboa per a UNITA.
El 14 d'octubre, els sud-africans van llançar secretament l'Operació Savana quan Task Force Zulu, la primera de les diverses columnes sud-africanes, va creuar des de Namíbia cap a Cuando Cubango. El sud d'Angola estava en caos amb els tres moviments independentistes lluitant entre ells pel domini. Les FAPLA la van ocupar algun temps, abans de notar que es trobava en desavantatge, i la SADF avançava molt ràpidament. La força de treball Foxbat es va unir a la intervenció a mitjans d'octubre. L'operació preveia l'eliminació del MPLA de la zona fronterera meridional, del sud d'Angola occidental, de la regió central, fins i tot la captura de Luanda.
«Pretòria creia que envair Angola podria instal·lar els seus apoderats i reforçar l'apartheid per al futur previsible». Els Estats Units van animar els sud-africans, havien conegut amb claredat els seus plans per avançat i van cooperar militarment amb les seves forces, contràriament al testimoniatge del secretari d'estat Henry Kissinger al Congrés, al mateix temps que està en desacord amb la versió de les seves memòries i en contra del que el president Ford va dir als xinesos, que van donar suport al FNLA però estaven preocupats pel compromís sud-africà a Angola.
Segons John Stockwell, un exoficial de la CIA, «hi havia una estreta relació entre la CIA i els sud-africans» i alt funcionaris a Pretòria van afirmar que llur intervenció a Angola havia estat basat en una «entesa» amb els Estats Units.

### Missió militar cubana
Fins a finals d'agost Cuba només tenia uns quants assessors tècnics dels quals la CIA va prendre nota. El 3 d'agost, una delegació cubana va viatjar per segona vegada a Angola per avaluar la situació, per elaborar plans per al programa de formació a petició de Neto i lliurar 100.000 dòlars americans. Neto s'havia queixat «de la poca quantitat d'ajuda dels països socialistes i» que la URSS havia retirat l'ajuda al MPLA el 1972, tot i que els van dir que ara els ajudarien amb armes, però és molt poc comparat amb les seves vastes necessitats». Argüelles va coincidir amb Neto, ja que va veure els costats d'Angola «clarament definits, que FNLA i UNITA representaven les forces imperialistes internacionals i la reacció portuguesa, i el MPLA representava les forces progressistes i nacionalistes».
Després del retorn de la delegació, el 8 d'agost, els cubans van considerar les opcions dels seus instructors a Angola en cas d'una intervenció de Sud-àfrica o del Zaire que seria la «guerra de guerrilles» o la retirada a Zàmbia, on Cuba va començar a obrir una ambaixada. En un memoràndum d'11 d'agost de 1975, el Major Raúl Díaz Argüelles al Major Raúl Castro va explicar els motius de la visita i va informar sobre el contingut de les converses. Va subratllar que es van tenir en compte els atacs per part del FNLA i de Mobutu al MPLA i el possible desenvolupament de futures accions fins a la independència durant el mes de novembre i la consciència que «els reaccionaris i els imperialistes intentarien per tots els mètodes possibles evitar que les forces del MPLA prenguin el poder». El mateix dia Argüelles va proposar a Castro una missió de 94 homes. El 15 d'agost, Castro va instar la URSS a augmentar el suport al MPLA, que es va oferir a enviar tropes especials i va demanar assistència. Els russos es van negar.
Davant la intervenció zairesa al nord i l'ocupació sud-africana del complex hidroelèctric Ruacana-Calueque al sud, es va decidir personalitzar els CIR amb gairebé 500 cubans en lloc dels 100 sol·licitats, que formarien uns 4. 800 reclutes de les FAPLA en 16 batallons d'infanteria, 25 bateries de morters i diverses unitats antiaèries en tres o sis mesos. Aquests 500 homes van incloure 17 en una brigada mèdica i 284 oficials. «La decisió d'ampliar l'operació reflectia un sentiment a l'Havana que… havia d'haver-hi prou d'ells per complir la seva missió i defensar-se en el cas que l'operació no funcionés. que… esperaven que la missió fos a curt termini i que duraria al voltant de 6 mesos».
L'enviament dels voluntaris cubans va començar el 21 d'agost i una avançada amb els especialistes més urgents va utilitzar vols comercials internacionals. Els grups petits van seguir arribant a Luanda en aquests vols, així com en els vells avions Britannia de Cuba i el gruix va arribar després d'un viatge de dues setmanes a bord de tres vaixells de càrrega cubans; el primer, «Vietnam Heroico» va atracar a Porto Amboim el 5 d'octubre. La CIA va informar Washington de l'arribada de dos vaixells cubans a Angola amb instructors a bord i però això no va provocar cap alarma.
Els CIR es van situar a Cabinda, Benguela, Saurimo (antiga Henrique de Carvalho) i a N'dalatando (anteriorment Salazar). El CIR a Cabinda representava gairebé la meitat del total, 191 homes, mentre que els altres tenien 66 o 67 cadascun. Alguns van ser posats a la seu a Luanda o en altres llocs del país. El motiu pel qual el destacament més fort era a Cabinda era l'amenaça que es percebia del Zaire a Cabinda o al Congo. En el moment en què els centres d'entrenament estaven plenament personalitzats i operatius els dies 18 i 20 d'octubre, desapercebuts pel món, l'operació Savana ja estava en ple rendiment.

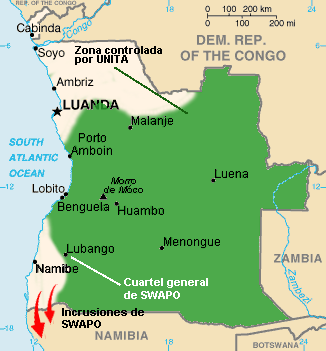
Màxim avenç d'UNITA i les SADF al sud d'Angola

En contrast amb els èxits del sud, on a mitjan octubre el MPLA havia guanyat el control de dotze províncies d'Angola i la majoria dels centres urbans, a penes van reeixir mantenir a ratlla el FNLA i els seus aliats ben equipats al front nord just a l'est de Luanda. El FNLA rebia armes i equips dels Estats Units a través del Zaire a partir de finals de juliol i es va enfortir al setembre per l'arribada del Quart i Setè batallons de Comandament zairesos. De juliol a novembre, el front va avançar entre Caxito i Quifangondo (Kifangondo). Neto va demanar més suport a la Unió Soviètica que no tenia cap intenció d'enviar cap personal abans de la independència i només va enviar renuentment més armes. Els cubans estaven ocupats amb l'arribada dels contingents per als CIR i només el 19 d'octubre van prestar l'atenció suficient a la precària posició de Luanda. En adonar-se de l'amenaça, van tancar el CIR a Salazar només tres dies després de començar a operar i desplegar la majoria dels reclutes i instructors cubans a Luanda. Quaranta instructors del CIR Salazar van ser els primers cubans a implicar-se en la defensa de Quifangondo el 23 d'octubre de 1975 quan van llançar un assalt sense èxit a les forces FNLA-Zaireses a Morro do Cal. Un segon grup va donar suport al MPLA el 28 d'octubre al llarg de la mateixa línia de defensa a l'est de Kifangondo.
Tot i així, desapercebut pels cubans, el territori que acabava de guanyar el MPLA al sud es va perdre ràpidament als avenços sud-africans. Després que els assessors sud-africans i les armes antitancs havien ajudat a detenir un avanç de la MPLA a Nova Lisboa (Huambo) a principis d'octubre, Zulu va prendre Rocadas el 20, Sa da Bandeira el 24 i Moçâmedes el 28 d'octubre. Els dies 2 i 3 de novembre, els instructors cubans van participar per tercera vegada en la lluita, aquesta vegada 51 homes del CIR Benguela, quan van intentar ajudar a la FAPLA a aturar sense èxit l'avanç zulu prop de Catengue. Aquesta primera trobada entre cubans i sud-africans també va portar a les primeres víctimes mortals cubanes oficialment reconegudes. «La seva participació va portar al Comandant Zulu Breytenbach a concloure que les seves tropes estaven «enfrontant-se a la millor oposició organitzada i més pesada de la FAPLA fins a la data».

## Primera intervenció de Cuba

### Operació Carlota
Només després de la catàstrofe del MPLA a Catengue, els cubans van ser conscients de la intervenció sud-africana, que mostrava que Luanda i les seves missions de formació es trobaven en greu perill, a menys que actuessin de manera immediata. Neto havia demanat reforços immediats i massius de l'Havana a instàncies d'Argüelles. El 4 de novembre, Castro va decidir iniciar una intervenció en una escala sense precedents, codificant la missió Operació Carlota, per la Negra Carlota, líder de la rebel·lió d'esclaus de 1843. El mateix dia, un primer avió amb 100 especialistes en armament pesat, que el MPLA havia demanat al setembre, va partir cap a Brazzaville, arribant a Luanda el 7 de novembre. El 9 de novembre, els primers dos avions cubans van arribar a Luanda amb els primers 100 homes d'un contingent d'un batalló de forces especials d'elit de 652. La primera prioritat dels cubans era ajudar al MPLA a mantenir-se a Luanda.
Fidel Castro va explicar la intervenció cubana: Quan la invasió d'Angola per part de les tropes sud-africanes regulars va començar el 23 d'octubre, no podríem estar inactius. I quan el MPLA ens va demanar ajuda, vam oferir l'ajuda necessària per prevenir que l'apartheid es posés còmode a Angola. vegeu també:

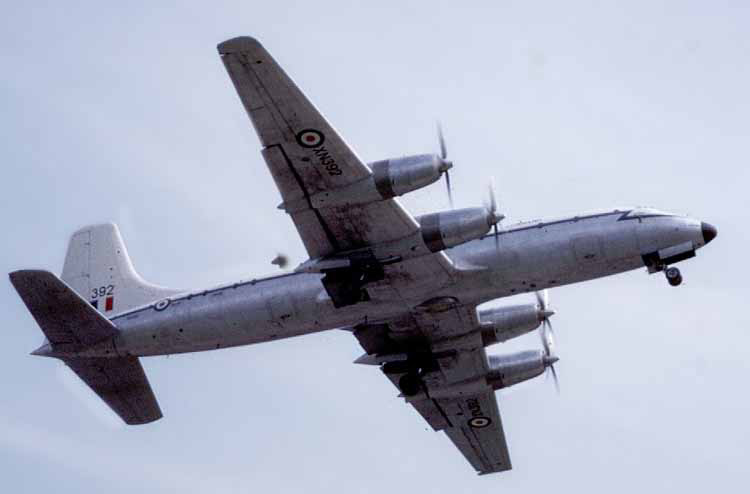
Un Bristol Britannia el 1964

Amb l'Operació Carlota, Cuba es va convertir en un dels principals actors del conflicte. A diferència dels seus compromisos estrangers en els anys seixanta, aquesta no era una operació secreta. Castro va decidir recolzar Angola obertament, enviant forces especials i 35.000 soldats a finals de 1976, desplegant-los a costa pròpia i amb els seus propis mitjans des de novembre de 1975 fins a gener de 1976. Com en les missions anteriors, tot el personal era voluntari i la crida era extremadament popular.
El transport aeri per a desplegaments ràpids ha demostrat ser un problema important. Cuba només tenia tres avions de turbohèlix mitjanes Bristol Britannia d'edat mitjana que no eren aptes per fer travessies transatlàntiques sense escala de 9.000 km. No obstant això, entre el 7 de novembre i el 9 de desembre els cubans van aconseguir executar 70 vols de reforç a Luanda. Inicialment van poder fer parades a Barbados, a les Açores o a Terranova, provocant la pressió de Washington per negar-los els drets d'aterratge. Però els desplaçaments en moviment cap a l'aeroport més oriental de Cuba, Holguín, tenint el mínim pes necessari, i afegint dipòsits addicionals, els avions van ser utilitzats per a nombrosos recorreguts transoceànics fins que els soviètics enviaren avions de reacció de llarga distància.
Pel gruix de les tropes i equips, els cubans van demanar tots els vaixells disponibles a la seva marina mercant, els primers tres salparen de l'Havana el 8 de novembre. Van arribar a Luanda els dies 27 i 29 de novembre i 1 de desembre amb 1. 253 soldats i equipament.
El desplegament de tropes no estava preestablert amb la URSS, tal com sovint fou informat i representat per l'administració nord-americana. Al contrari, també va agafar per sorpresa l'URSS. Els soviètics es van veure obligats a acceptar el desplegament de les tropes cubana per no posar en perill les relacions amb el seu aliat més important a prop dels Estats Units. Però tenien al cap mantenir una tapa en la mesura del compromís cubà i enviar només armes i alguns especialistes a Brazzaville i Dar-es-Salaam. Només dos mesos més tard, després que la lluita es decantava a favor dels cubans i els Estats Units van aprovar l'esmena Clark, Moscou va acceptar un cert grau suport recolzant un màxim de 10 vols de transport de Cuba a Angola.
Amb la FNLA atacant des de l'est, la situació del MPLA només pocs dies abans de la independència semblava feble. A més d'això, Cabinda estava amenaçada per l'adquisició d'una força FLEC-Zaire. Les tropes cubanes que van poder intervenir abans de la declaració d'independència de l'11 de novembre van ser bàsicament les estacionades als tres CIR, 100 especialistes que van arribar a Luanda el 7 de novembre i les primeres 164 forces especials de l'Operació que Carlota arribaren en dos avions el vespre del 8 de novembre. Els 100 especialistes i 88 homes de les forces especials van ser enviats immediatament al front prop a Quifangondo, on la força FNLA-Zaire havia llançat un assalt aquell mateix matí. Van recolzar 850 FAPLA, 200 katanguesos i un conseller soviètic. Les primeres armes pesants ja havien arribat de Cuba per vaixell el 7 de novembre, entre elles canons, morters i 6 BM-21 (Katyusha), múltiples llançadors de coets. Els cubans van rebre informes que l'esperada invasió de Cabinda havia començat el matí del 8 de novembre.

### Front septentrional i Cabinda
La invasió de Cabinda va ser dirigida per tres batallons d'infanteria del FLEC i un zairès sota el comandament de 150 mercenaris francesos i estatunidencs. El MPLA tenia als 232 cubans del CIR, un batalló d'infanteria FAPLA recentment entrenat i un no entrenat. En la batalla de Cabinda del 8 al 13 de novembre van aconseguir repel·lir la invasió sense suport de l'Operació Carlota, salvant l'exclavament del MPLA.
Dos dies abans de la independència, el perill més imminent per al MPLA procedia del front nord on el FNLA i els seus aliats es trobaven a l'est de Quifangondo. 2.000 tropes de la FNLA van ser recolzades per dos batallons de tropes d'infanteria zairesa (1. 200 homes), 120 mercenaris portuguesos, alguns assessors residents, entre ells un petit contingent de la CIA i 52 sud-africans liderats pel general Ben de Wet Roos. Estaven preparant l'artilleria subministrada per la SADF que havia estat traslladada a Ambriz només dos dies abans.
Després del bombardeig d'artilleria a Luanda i Quifangondo durant la nit i un bombardeig per part de la força aèria sud-africana en les primeres hores, es va llançar l'atac final del FNLA el matí del 10 de novembre. La força atacant va ser emboscada i destruïda per les forces FAPLA-cubanes. Les forces cubanes també van bombardejar els seus enemics de Sud-àfrica i FNLA amb llançadors de coets BM-21 Grad que havien estat posats en marxa només la nit anterior, i estaven molt fora de l'abast dels antiquats canons sud-africans. La derrota del FNLA a la batalla de Quifangondo va mantenir la capital per al MPLA. El mateix dia, els portuguesos van lliurar el poder «al poble d'Angola» i, poc després de mitjanit, Neto va proclamar la independència i la formació de la «República Popular d'Angola». Instats per la CIA i altres serveis estrangers clandestins, el FNLA i la UNITA van anunciar la proclamació d'una República Popular Democràtica amb capital temporal a Huambo. Tanmateix UNITA i FNLA no podrien posar-se d'acord sobre un govern unitari i la lluita entre ells va esclatar a Huambo la vespra del dia de la independència. El dia de la independència el MPLA controlava poc més que la capital i una franja d'Angola central cap a l'interior del Zaire i l'exclave de Cabinda. El 4 de desembre els FAPLA-Cubans van llançar una contraofensiva contra el FNLA. Però amb Luanda i Cabinda assegurats i la derrota del FNLA a Quifangondo, finalment podrien prestar més atenció al sud.
Cuba va operar de manera independent fins a desembre i gener, portant les seves tropes lentament, però constantment. Dos mesos després de l'inici de l'Operació Carlota, els soviètics van acceptar deu vols xàrter en avions de gran abast IL-62, que començaven el 8 de gener. Això va ser seguit una setmana més tard per un acord pel qual «els soviètics subministraran tots els armaments futurs . . . transportant-los directament a Angola perquè el transport aeri cubà pugui concentrar-se en el personal».
A principis de febrer, amb un nombre creixent de tropes cubanes i armament sofisticat, la marea va canviar a favor del MPLA. L'ofensiva final al Nord va començar l'1 de gener de 1976. El 3 de gener les forces FAPLA-Cubanes van prendre les bases aèries del FNLA de Negage i Camabatela i un dia més tard, la capital del FNLA Carmona. Un últim intent del FNLA d'utilitzar mercenaris estrangers enrolats per la CIA va fracassar; l'11 de gener, els cubans del FAPLA van capturar Ambriz i Ambrizete (N'zeto) el passat 15 de febrer el darrer lloc del FNLA, São Salvador. A finals de febrer, un batalló cubà i 12 batallons FAPLA havien aniquilat completament el FNLA, impulsant el que quedava d'ells i l'exèrcit zairès per la frontera. El contingent sud-africà en el front nord ja havia estat evacuat per vaixell el 28 de novembre. Els últims mercenaris abandonaren el nord d'Angola el 17 de gener.

### Resposta U. S. A
Van passar diversos dies abans que els EUA s'adonessin de la severitat de la derrota del FNLA a Quifangondo, però fins i tot tenien poca idea sobre l'abast de la participació cubana. La notícia del front meridional era, al seu parer, encara positiva. Kissinger, igual que els sud-africans, es va veure sacsejat per l'escala de la resposta soviètica i cubana. El grup de treball de la CIA a Angola a la seu de la CIA a Langley havia estat tan confiat en l'èxit dels regulars zairesos i sud-africans, que l'11 de novembre havien celebrat la independència angolesa amb vi i formatge a les seves oficines. Els EUA no havien comentat la intervenció sud-africana a Angola, però van denunciar la intervenció cubana quan van reconèixer les tropes cubanes a Angola en un comunicat oficial el 24 de novembre de 1975. Kissinger va dir que «els esforços estatunidencs en l'acostament amb Cuba acabarien amb la intervenció armada cubana» en els afers d'altres nacions que lluiten per decidir el seu propi destí». El 28 de febrer de 1976, Ford va titllar Castro de «proscrit internacional» i la intervenció cubana de «flagrant acte d'agressió».
A causa de l'hostilitat entre els Estats Units i Cuba, els estatunidencs van considerar una acció tal pels cubans com una derrota que no podien acceptar. Els EUA van assumir que l'URSS estava darrere de la interferència cubana. El 9 de desembre, Ford va demanar als soviètics que suspenguessin el pont aeri, tot i assumint que era una operació soviètica. Els estatunidencs també van representar les motivacions i els temps dels cubans de manera diferent: van afirmar que Sud-àfrica va haver d'intervenir després que Cuba enviés tropes en suport del MPLA i que la guerra a Angola era un nou i important desafiament per al poder estatunidenc d'un Moscou expansionista recentment confiat després de les victòries comunistes a la guerra de Vietnam. Només uns anys després es va fer evident que els cubans actuaven per compte propi.
Castro va respondre a la reacció nord-americana: «Per què es van enfadar?, per què ho havien planejat tot per prendre possessió d'Angola abans de l'11 de novembre? Angola és un país ric en recursos. A Cabinda hi ha molt petroli. Alguns imperialistes es pregunten per què ajudem als angolesos, quins interessos tenim, estan acostumats a pensar que un país ajuda a un altre només quan vol el seu petroli, el seu coure, els diamants o altres recursos. No, no estem per interessos materials i és lògic que això no ho entenguin els imperialistes. Solament coneixen criteris xovinistes, nacionalistes i egoistes. Ajudant als habitants d'Angola estem complint un deure fonamental de l'internacionalisme.
El 3 de desembre de 1975, en una reunió amb funcionaris dels EUA i la Xina, inclosos Deng Xiaoping (viceprimer ministre i segon de Mao Zedong), Chiao Kuan-hua (ministre d'Afers Exteriors), el president Gerald Ford, Henry Kissinger (Secretari d'Estat), Brent Scowcroft (Assistent del President per la NSA) i George H. W. Bush (Cap d'Oficina d'Enllaç dels EUA a Pequín) es van tractar temes internacionals, entre ells Angola. Encara que la Xina havia recolzat al MPLA en el passat, ara es van unir amb la FNLA i la UNITA. Xina estava especialment preocupada per les sensibilitats i l'orgull africà i considerava la participació sud-africana com el problema primari i relatiu complex. Kissinger va respondre que els EUA estan disposats a «empènyer Sud-àfrica tan aviat com es pugui crear una força militar alternativa». És en aquesta reunió quan el president Ford va dir als xinesos: «No teníem res a veure amb Sud-africà i actuarem per treure Sud-àfrica, sempre que es pugui mantenir un equilibri per no ser-hi». També va dir que havia aprovat 35 milions de dòlars més (en suport del nord) per sobre del que s'havien donat abans. Van discutir i van acceptar qui havia de donar suport al FNLA o UNITA, pel que significava i de quina manera tenint en compte les sensibilitats dels països veïns.
Va ser només quan l'administració dels EUA va demanar al Congrés 28 milions de dòlars EUA per IAFEATURE que el Congrés realment va prestar atenció als esdeveniments a Angola. A continuació, «l'evidència de la invasió sud-africana va ser aclaparadora i el fogó de la col·lusió dels EUA amb Pretòria va penjar a l'aire. Pitjor encara, el creixent nombre de tropes cubanes havia descarregat els plans de la CIA i l'administració semblava perduda sobre què fer a continuació. " Els diners no van ser aprovats i el 20 de desembre de 1975, el Senat dels EUA va aprovar una esmena que prohibia l'assistència encoberta a les forces anticomunistes i restringia la participació de la CIA a Angola. Més tard, aquell hivern, una esmena a la llei d'ajuda exterior patrocinada per Dick Clark va estendre la prohibició. (Esmena Clark) L'administració estatunidenca va recórrer a altres mitjans de suport per al FNLA i UNITA, pwl qual estaven contractant mercenaris. La CIA va iniciar un programa encobert per reclutar brasilers i europeus, majoritàriament portuguesos i britànics, per lluitar al nord d'Angola. Tot plegat va assolir reclutar al voltant de 250 homes, però en el moment en què els números significatius van arribar el gener de 1975, la campanya al nord era acabada. Altres formes de suport continuat per al FNLA i UNITA van ser a través de Sud-àfrica i altres estats aliats dels Estats Units, com Israel i el Marroc.
Un informe d'Henry Kissinger del 13 de gener de 1976 dona una visió de les activitats i hostilitats a Angola, entre d'altres:
| « | "2. Segueix un informe de situació actualitzat basat en fonts classificades. A: Diplomàtic - (1) Dues delegacions cubanes van estar presents a Addis Abeba. Durant la reunió de l'Organització de la Unitat Africana (OUA), una delegació, encapçalada per Osmany Cienfuegos Gorriarán, PCC? funcionari implicat amb Àfrica i Orient Mitjà i membre del Comitè Central del PCC, va visitar el Congo, Nigèria, Uganda i Algèria abans de la reunió de l'OUA. Una altra delegació cubana estava encapçalada per l'ambaixador de Cuba, Ricardo Alarcón. - (2) A finals de desembre i principis de gener una delegació del MPLA va visitar Jamaica, Guyana, Veneçuela i Panamà per obtenir suport per la seva causa. La delegació encara està a la regió. B: Militar - (1) S'estima que ara Cuba pot tenir fins a 9.000 efectius a Angola, en funció de la quantitat de ponts aeris i navals cubans que actualment han anat a Angola. L'assistència militar al MPLA pot haver costat a Cuba l'equivalent a 30 milions de dòlars estatunidencs. Aquesta xifra inclou el valor de l'equip militar que Cuba ha enviat a Angola, els costos del transport d'homes i material, i el cost del manteniment de les tropes en aquest camp. - (2) Les tropes cubanes van patir el pes de la lluita en l'ofensiva del MPLA al sector del nord la setmana passada, la qual cosa va provocar la captura de Uigé (Carmona). El MPLA pot estar preparant una ofensiva al sud, parcialment a petició de l'Organització Popular del Sud-oest (SWAPO). - (3) S'ha informat que vuit caces soviètics, probablement MiG-17, foren muntats a Luanda. Aquests caces van arribar d'una font desconeguda a finals de desembre. S'espera que vuit miGs, de tipus desconegut, siguin enviats a Angola des de Nigèria, nombrosos pilots cubans arribaren durant el mes de desembre. Els pilots estan operant molts avions disponibles ara per al MPLA inclosos un Fokker Friendship F-27. Els cubans operaran els MiGs. - (4) Les tropes cubanes tenen el control total de Luanda el 9 de gener. Estan realitzant totes les patrulles de seguretat, controls de policia operatius i aparentment aviat assumeixen el control del complex aeroportuari de Luanda. - (5) Cuba podria haver començat a utilitzar 200 avions de passatgers IL-62 (soviètics) en les seves operacions de suport a la via aèria. L'IL-62 té el doble de capacitat de Bristol Britannia i IL-18 que Cuba ha utilitzat prèviament i té un rang més llarg. L'IL-62 va sortir de l'Havana per a Luanda el 10 de gener i l'11 de gener. C: Altres: - Tots els vols comercials portuguesos que arriben a Luanda porten la major quantitat possible de càrrega. Els subministraments d'aliments disponibles per a la població en general s'han endurit. | » |

"La intel·ligència estatunidenca estimava que el 20 de desembre hi havia 5.000 a 6.000 cubans a Angola». «Les fonts cubanes indiquen que el nombre es manté al voltant de 3. 500 a 4.000. " Això hauria posat els cubans més o menys a l'altura dels sud-africans al front meridional. Gabriel García Márquez va escriure que Kissinger va remarcar al president veneçolà Carlos Andrés Pérez: «Els nostres serveis d'intel·ligència s'han tornat tan dolents que només vam saber que els cubans estaven sent enviats a Angola després d'haver estat allà». En aquell moment, hi havia moltes tropes cubanes, especialistes militars i tècnics civils a Angola, més dels que Kissinger havia imaginat. De fet, hi havia tants vaixells ancorats a la badia de Luanda que, al febrer de 1976, Neto va dir a un funcionari proper a ell: «No està bé, si segueixen així, els cubans s'arruïnaran». És poc probable que fins i tot els cubans haguessin previst que la seva intervenció arribés a aquestes proporcions. Tanmateix, els havia quedat clar des de l'inici, que l'acció havia de ser ràpida, decisiva i a tot preu amb èxit. Però un dels esdeveniments ocorreguts a Angola el 1976 va cridar l'atenció dels Estats Units sobre els afers africans, especialment al sud del continent. Kissinger es va preocupar, «si els cubans hi participen, Namíbia és la propera i després d'això la mateixa Sud-àfrica». Amb la necessitat de distanciar-se dels marginats als ulls de l'Àfrica negra, això també significava que els EUA donarien suport al règim blanc a Rhodèsia, un preu que estava disposat a pagar per «frustrar el comunisme».

### Cobertura de la premsa internacional
Els sud-africans van aconseguir mantenir la seva intervenció oculta des de feia temps. Fins i tot no va prendre l'atenció al MPLA fins al 23 d'octubre de 1975 per assenyalar que no hi havia mercenaris blancs, sinó que el SADF avançava a Luanda. No obstant això, va trigar un mes més perquè la premsa mundial ho prengués en compte: Un dia després que l'avançament sud-africà per la costa es va aturar, dos corresponsals de Reuters i la British Television News Independent van publicar notícies que els sud-africans estaven lluitant a Angola. El 23 de novembre de 1975 el Washington Post va anunciar que tropes regulars sud-africanes lluitaven a l'interior d'Angola. Encara que altres diaris encara eren lents en seguir-ho, per exemple, el New York Times el 12 de desembre, el fet es va fer conegut internacionalment. El públic sud-africà també s'havia mantingut en la foscor, i només el 19 de desembre va aprendre més sobre el que es deia «Guerra fronterera» quan els articles publicaven fotos de soldats del SADF capturats per FAPLA i els cubans.

### Front meridional

#### L'avenç de la SADF és aturat

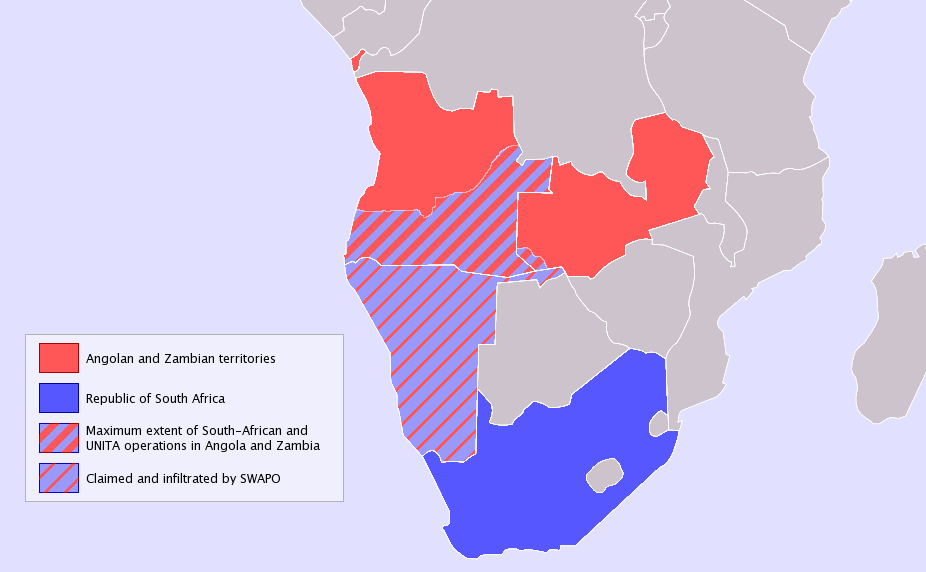
Mapa d'operacions de la SADF.

Quan FAPLA i els cubans van poder prestar més atenció al front meridional després de la batalla de Quifangondo, els sud-africans havien guanyat un terreny considerable. Els dies 6 i 7 de novembre de 1975, la Task Force Zulu va prendre les ciutats portuàries de Benguela i Lobito que havien estat inesperadament abandonades. Les ciutats i les ciutats adoptades per la SADF van ser lliurades a la UNITA. Al centre d'Angola, al mateix temps, la unitat de combat Foxbat s'havia desplaçat 800 km al nord cap a Luanda.
En aquell moment es va fer evident que Luanda no podia ser presa pel dia d'independència 11 de novembre i els sud-africans consideraven trencar l'avanç i la retirada. Però, el 10 de novembre de 1975, Vorster es va adherir a la petició urgent d'UNITA de mantenir la pressió militar amb l'objectiu de capturar el màxim territori possible abans de la propera reunió de la OUA. Així, Zulu i Foxbat van continuar cap al nord amb dos nous grups de batalla formats a l'interior (X-Ray i Orange) i «hi va haver poc motiu per pensar que la FAPLA podria frenar que aquesta força expandida capturés Luanda en una setmana. » Durant el mes de novembre i desembre de 1975, la presència del SADF a Angola va ser de 2. 900 a 3.000 efectius.
Zulu es va enfrontar ara a una resistència més forta avançant a Novo Redondo, després de la qual es van canviar les fortunes a favor de la FAPLA i els cubans. Els primers reforços cubans van arribar a Porto Amboim, a només uns pocs quilòmetres al nord de Novo Redondo, destruint ràpidament tres ponts que travessaven el riu Queve, i van detenir l'avanç sud-africà a la costa el 13 de novembre de 1975. Malgrat els esforços concertats per avançar al nord cap a Novo Redondo, la SADF no va poder trencar les defenses de les FAPLA. En un darrer avanç reeixit, un equip sud-africà i tropes d'UNITA van prendre Luso en el ferrocarril de Benguela l'11 de desembre i la van mantenir fins al 27 de desembre.
A mitjans de desembre, Sud-àfrica va ampliar el servei militar i va cridar als reservistes. «Una indicació de la gravetat de la situació… és que s'està duent a terme una de les convocatòries militars més extenses de la història de Sud-àfrica». A finals de desembre, Cuba havia desplegat de 3. 500 a 4.000 soldats a Angola, dels quals 1.000 asseguraven Cabinda i finalment la marea es va girar a favor del MPLA. A part d'estar «empantanegada» al front sud, Sud-àfrica va haver de fer front a dos altres grans contratemps: la premsa internacional informa de l'operació i el canvi en les polítiques estatunidenques.

#### Sud-àfrica es retira
A la llum d'aquests esdeveniments, Pretòria va haver de decidir si es quedaria en el joc i portava més tropes. A finals de desembre de 1975, hi va haver un debat acalorat entre Vorster, el canceller Muller, el ministre de Defensa, Botha, el cap de BOSS (Oficina Sud-africana de Seguretat de l'Estat) van der Bergh i diversos alts funcionaris entre retirar-se o quedar-se. Zaire, UNITA i els EUA van instar a Sud-àfrica a romandre. Però els EUA no recolzarien obertament la intervenció de Sud-àfrica i assegurarien la continuació de l'assistència militar en cas d'escalada.
El 30 de desembre, Vorster planejà retirar-se després de la sessió d'emergència de la OUA a Addis Ababa el 13 de gener a una línia 50 a 80 km al nord de la frontera entre Angola i Namíbia. «En termes militars, l'avanç havia arribat a un aturar-se de totes maneres, ja que tots els intents dels Grups de Batalla Orange i X-Ray per estendre la guerra cap a l'interior s'havien vist obligats a retrocedir pels ponts destruïts. »
A principis de gener de 1976, els cubans van llançar una primera contraofensiva que conduïa Foxbat des dels turons de Tongo i Medunda. La reunió de l'OUA on els sud-africans tenien l'esperança per debatre finalment el tema d'Angola va tenir lloc, i va votar el 23 de gener de 1976 condemnant la intervenció sud-africana i exigint la seva retirada. Superada per l'actuació dels cubans i perquè els occidentals li giraren l'esquena, Pretòria va triar doblegar-se i va ordenar la retirada de les seves tropes d'Angola.
El sentiment del govern de Pretòria en aquella època va ser expressat en un discurs de Botha davant el parlament sud-africà, el 17 d'abril de 1978, en el qual va acusar als Estats Units d'"incumplir la promesa de donar-los tot el suport necessari en la seva campanya per derrotar el MPLA": «Contra els estats veïns hem pres passos agressius? Ja sé d'una ocasió en els últims anys, quan travessem una frontera i això era el cas d'Angola quan ho vam fer amb l'aprovació i el coneixement dels estatunidencs, però ens van deixar a l'estacada. Anem a retrobar aquesta història: la història ha de ser explicada i com nosaltres, amb el seu coneixement, hem entrat i operat a Angola amb el seu coneixement, com ens van animar a actuar i, quan gairebé havíem arribat al clímax, ens deixaven despiatadament a l'estacada».
Una vegada que es va prendre la decisió, Sud-àfrica va retirar ràpidament les seves forces cap a Namíbia. A finals de gener, la SADF va abandonar les ciutats de Cela i Novo Redondo A més d'algunes escaramusses, els cubans es van mantenir molt darrere dels sud-africans i van superar fàcilment la resta de la resistència d'UNITA. A principis de febrer de 1976, la SADF s'havia retirat cap al sud d'Angola, deixant els camps de mines i bufa ponts. La capital de la UNITA Nova Lisboa (Huambo) va caure en mans de les FAPLA el passat 8 de febrer, els ports de Lobito i Benguela el 10 de febrer. El 14 de febrer, el control del ferrocarril de Benguala era complet i, el 13 de març, UNITA va perdre la seva última posició al sud-est d'Angola, Gago Gouthinho (Lumbala N'Guimbo). En aquest atac els cubans van fer servir per primera vegada la seva força aèria.
De quatre a cinc mil militars de la SADF mantenien una franja al llarg de la frontera de Namíbia fins a 80 km de profunditat fins que Angola va assegurar almenys que no proporcionaria bases per a SWAPO i que continuaria subministrant electricitat a Namíbia des de les preses de Cunene. Mentre els cubans i les FAPLA s'aproximaven lentament a la frontera meridional, Sud-àfrica i el MPLA van iniciar negociacions indirectes sobre la retirada de Sud-àfrica trencades pels governs britànic i soviètic. Neto va ordenar que les FAPLA i els cubans s'aturessin a la vora de la frontera, i fessin el que alguns temien podrien convertir-se en un conflicte molt més gran. A canvi del reconeixement sud-africà es va oferir a garantir la seguretat de la inversió de 180 milions de dòlars EUA de Sud-àfrica al complex hidroelèctric de Cunene al nord-oest de Namíbia, prop de la frontera amb Angola. El 25 de març, Botha va anunciar la retirada total de les tropes sud-africanes d'Angola el 27 de març de 1976. El 27 de març, els últims 60 vehicles militars van travessar la frontera cap a Namíbia.

### Consolidació
Amb la retirada de Sud-àfrica, la resistència del FNLA i d'UNITA es va enfonsar i el MPLA va quedar en possessió exclusiva del poder. Amb l'ajuda dels seus aliats cubans, el MPLA «no sols va derrotar els seus rivals més durs, el FNLA i UNITA, sinó que en el procés havia fet fora a la CIA i humiliat la poderosa màquina de guerra de Pretòria». El que quedava d'UNITA es va retirar a la selva angolesa i al Zaire. Diversos països africans van desacreditar públicament UNITA pels seus vincles amb el govern de l'apartheid, la CIA i mercenaris blancs.
El Consell de Seguretat de les Nacions Unides es va reunir per considerar «l'acte d'agressió comès per Sud-àfrica contra la República Popular d'Angola» i el 31 de març de 1976, marca a Sud-àfrica l'agressor, exigint-li que indemnitzi els danys de guerra. A nivell internacional, Sud-àfrica es va trobar completament aïllada i el fracàs de la seva Operació Savana la va deixar «sense una sola molla de comoditat». «Les repercussions internes de la desgràcia angolesa es van sentir ràpidament quan, el 16 de juny de 1976, esperonat per la victòria de FAPLA-Cubans, es van iniciar les protestes de Soweto, que va inaugurar un període de disturbis civils que havien de continuar fins i tot més enllà del col·lapse de l'apartheid». Un altre contratemps per a Pretòria en quatre anys va ser el final del govern de minoria blanca a la República de Rhodèsia, que va sorgir com la pròxima nació governada per majoria majoritària negra de Zimbàbue, completant l'aïllament geogràfic total de la Sud-àfrica de l'apartheid. Angola va obtenir el reconeixement per part de l'OUA el 10 de febrer de 1976. La OUA va reconèixer al MPLA com a govern d'Angola. La majoria de la comunitat internacional, tot i que no els Estats Units, aviat van fer el mateix. Els Estats Units no van poder impedir la seva admissió a l'Assemblea General de les Nacions Unides com a seu 146è membre.
A l'alçada del desplegament el 1976, Cuba tenia 36.000 militars estacionats a Angola. En la seva reunió a Conakry, el 14 de març de 1976, quan la victòria ja estava assegurada, Castro i Neto van decidir que els cubans es retiressin gradualment, deixant enrere els homes necessaris per organitzar un exèrcit fort i modern, capaç de garantir la futura seguretat del MPLA seguretat sense ajuda externa. Els cubans no tenien cap intenció de frenar-se en una prolongada controvèrsia interna i van començar a reduir la seva presència a Angola com havien planificat després de la retirada dels sud-africans. A finals de maig, més de 3.000 tropes ja havien tornat a Cuba, i molts més estaven en camí. A finals d'any, les tropes cubanes s'havien reduït a dotze mil efectius.

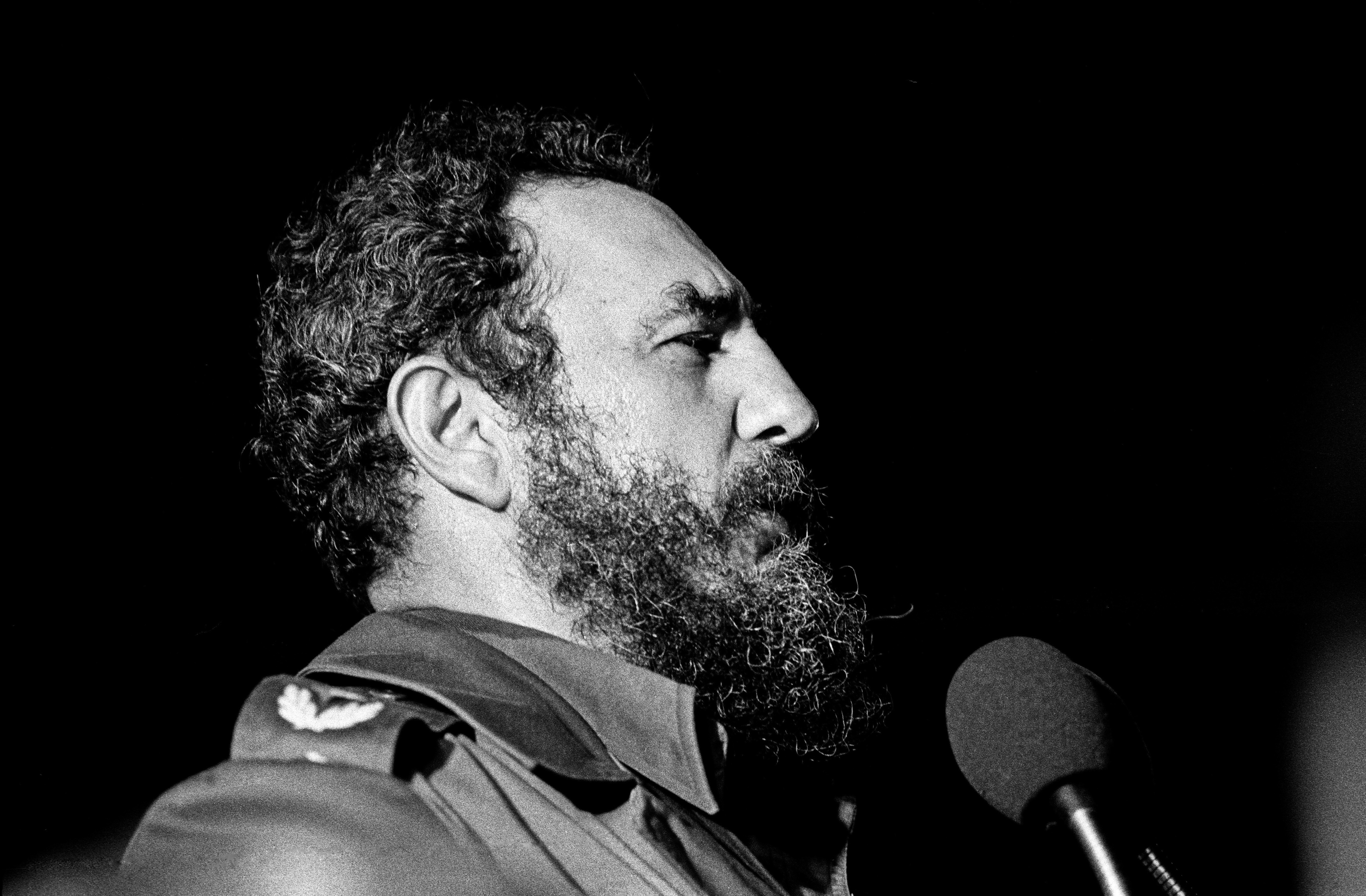
Fidel Castro parlant a l'Havana el 1978, Foto: Marcelo Montecino.

Els cubans tenien grans esperances que després de la seva victòria a Angola, en cooperació amb l'URSS, podrien eliminar tota l'Àfrica meridional de la influència dels EUA i la Xina. A Angola van instal·lar dotzenes de campaments d'entrenament per al SWAPO namibi, el ZAPU rhodesià i les guerrilles sud-africanes de l'ANC. Un informe d'intel·ligència del SADF el 1977 va concloure que «el nivell de formació del SWAPO havia millorat significativament a causa de la formació que havien rebut dels instructors cubans». Cuba va veure la seva segona tasca principal en la formació i l'equipament de la FAPLA a qui els soviètics oferien generosament armes sofisticades, inclosos tancs i una força aèria pròpia amb combatents MiG-21.
A principi de 1977, el govern nou de Carter tenia la intenció de reconèixer el govern del MPLA malgrat la presència de tropes cubanes en assumir que serien retirades una vegada que es resolgués el problema de Namíbia i la frontera meridional d'Angola fos segura. El 1977 el MPLA i les tropes cubanes tenien el control sobre totes les ciutats del sud, però les carreteres del sud van afrontar repetits atacs d'UNITA. Savimbi va expressar la seva voluntat d'apropament amb el MPLA i la formació d'un govern socialista unitari, però va insistir primer en la retirada cubana. «El veritable enemic és el colonialisme cubà», va dir Savimbi als periodistes, advertint: «Els cubans s'han apoderat del país, però tard o d'hora patiran el seu propi Vietnam a Angola».
A l'escena internacional, la victòria de Cuba contra Sud-àfrica va impulsar la imatge de Castro com un dels líders del Moviment de Països No Alineats, del qual va ser secretari general de 1979 a 1983. Encara que amb l'ajuda de Cuba, el govern del MPLA es va consolidar, els intents cubans de lliurar la defensa del país van fracassar i aviat es va convertir en la guerra de MPLA contra UNITA.

### Participació humanitària
Segons els cubans, la prioritat primordial de la seva missió a Angola era humanitària, no militar. Com a conseqüència de l'operació Carlota, es van instal·lar constantment al voltant de cinc mil membres de personal tècnic, mèdic i educatiu cubà a Angola per omplir els buits que els portuguesos havien deixat enrere. «Per a una generació de cubans, el servei internacionalista a Angola va representar l'ideal més alt de la revolució cubana» i, per a molts, es va convertir en una part normal de la vida voluntària per a una missió internacionalista, principalment a Angola, que va durar de 18 a 24 mesos. En els anys següents, foren enviats desenes de milers de voluntaris cada any. El 1978 el sistema de salut d'Angola estava gairebé completament atès pels metges cubans. Després que els portuguesos abandonessin el país, només hi havia un metge per cada 100.000 habitants. Els cubans van posar un gran equip mèdic als hospitals de la Universitat de Luanda i Prenda i van obrir clíniques a zones remotes d'Angola.
Al moment de la independència, més del 90% de la població angolesa era analfabeta. El juny de 1977 es va començar a formular un programa educatiu. dos mil estudiants van rebre beques a Cuba i, per a l'any 1987, hi havia quatre mil alumnes angolesos que estudien a l'illa de la Juventud. El març de 1978, la primera brigada de docents secundaris cubà (Destacament Pedagògic Internacionalista) va començar el seu treball a Angola. Més tard s'hi van unir uns cinc cents professors de primària i seixanta professors a la universitat de Luanda. Durant els anys vuitanta, el nivell es va mantenir constantment en uns dos mil professors de tots els nivells.
El programa tècnic va ser la branca més gran de la missió humanitària de Cuba, ja que Angola estava desesperada perquè els tècnics supervisessin els projectes de reconstrucció. Els enginyers, tècnics i treballadors de la construcció cubans van treballar en llocs de construcció, especialment en la reparació de la infraestructura danyada (ponts, carreteres, edificis, telecomunicacions, etc.) del país. Els primers equips van arribar el gener de 1977 i durant els cinc anys següents van construir 2.000 cases a Luanda i 50 nous ponts, van reobrir uns milers de quilòmetres de carreteres, electricitat i xarxes telefòniques. Els intents de revifar el cafè angolès i la producció de canya de sucre aviat van fracassar a causa de la propagació de la guerra amb UNITA. Segons Cubatecnica, l'oficina del govern per a l'assistència externa no militar, hi havia més voluntaris cubans del que es podien acceptar i llargues llistes d'espera. El compromís de Cuba va establir les bases dels serveis socials d'Angola.

## Guerra subsidiària, resolucions de l'ONU i negociacions (final dels anys setanta i vuitanta)
Durant els anys següents, Cuba es va mantenir involucrada en altres països africans. El 1978 Cuba va enviar 16.000 soldats a la Guerra de l'Ogaden a Etiòpia, però aquesta vegada en estreta coordinació amb els soviètics. Missions militars més petites van estar actives a la República Popular del Congo, Guinea, Guinea Bissau, Moçambic i Benín. El personal tècnic, pedagògic i mèdic cubà en les desenes de milers de persones treballava a més països: Algèria, (Tindouf), Moçambic, Cap Verd, Guinea Bissau, Guinea, Etiòpia, São Tomé i Príncipe, Tanzània, el Congo i Benín. Fins a 18.000 estudiants d'aquests països van estudiar amb beques cubanes completes per any a l'illa.
A la darreria dels anys vuitanta, Angola va perdre l'atenció pública internacional, però malgrat la victòria de Cuba sobre el terreny, la guerra a Angola estava lluny d'acabar. UNITA va poder reprendre les seves operacions d'insurrecció al sud amb l'ajuda del suport militar i logístic de Sud-àfrica i el MPLA encara no tenia el control sobre tot el país. Tot i que la gran majoria de les tropes cubanes romanents a Angola es mantenien a les bases, algunes d'elles van ajudar amb operacions de «remuntada», aclarint les bosses de resistència restants a Cabinda i al nord. Les operacions al sud van tenir menys èxit a causa de la «tenacitat i determinació de Savimbi per lluitar». «La major part dels cubans van ser organitzats i desplegats en infanteria motoritzada, defensa aèria i unitats d'artilleria. Les seves missions principals van ser dissuadir i defensar-se d'atacs més enllà de la zona de combat del sud, protegir llocs estratègics i econòmicament crítics i instal·lacions i proporcionar suport de combat, com la seguretat de la zona posterior per a les principals instal·lacions militars i la pròpia Luanda. Almenys 2.000 tropes cubanes estaven estacionades a la província de Cabinda productora de petroli».
Després de la retirada sud-africana el SWAPO va tornar a establir bases al sud d'Angola, ara recolzades pel MPLA, i va intensificar operacions a Namíbia. Al seu torn, a principi de 1977, les incursions sud-africanes cap a Angola van augmentar.
Les forces cubanes van tornar a augmentar de nou a causa de les tensions entre el MPLA i el Zaire el març de 1977 (vegeu Primera guerra de Shaba). Mobutu va acusar el MPLA d'instigar i donar suport a un atac del Front d'Alliberament Nacional Congolès (FLNC) a la província zairesa de Shaba i Neto va acusar Mobutu de l'acollida i el suport de la FNLA i la FLEC. Dos mesos més tard els cubans van tenir un paper a l'estabilitzar el govern Neto i van frustrar el complot nitista quan Nito Alves i José van Dunem es van separar del govern i van liderar un aixecament. Mentre que els soldats cubans van ajudar activament Neto a abatre el cop, Alves i Neto creien que la Unió Soviètica donava suport al rival de Neto, que és una altra indicació de la desconfiança recíproca entre els soviets i Neto, així com els diferents interessos entre els soviets i els cubans. Raúl Castro va enviar quatre mil militars addicionals per evitar dissensions addicionals dins de les files del MPLA i es va reunir amb Neto a l'agost en una exhibició de solidaritat. Per contra, la desconfiança de Neto vers el lideratge soviètic va augmentar i les relacions amb la URSS van empitjorar. Es va estimar que milers de persones havien estat assassinades per tropes cubanes i el MPLA després de l'intent de cop d'estat de Nito durant un període que va durar fins a dos anys, amb algunes estimacions que van arribar a reclamar fins a 70.000 assassinats.

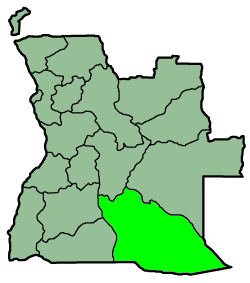
Província angolesa de Cuaando Cubango

El 1977, Gran Bretanya, Canadà, França, la República Federal d'Alemanya i els Estats Units van formar un equip informal de negociacions, anomenat «Grup de contacte», per treballar amb Sud-àfrica per implementar un pla de les Nacions Unides per a eleccions lliures a Namíbia. El govern de Sud-àfrica, però, es va oposar fonamentalment al pla de les Nacions Unides, que va afirmar que tendia afavorir la instal·lació d'un govern del SWAPO a Namíbia. Sud-àfrica va continuar donant suport a UNITA, que no sols va assumir la lluita contra el MPLA, sinó que també va ajudar els sud-africans a perseguir el SWAPO, negant-li una zona segura a la frontera sud d'Angola. El SADF va establir bases a la província de Cuando Cubango al sud-est d'Angola i la Força Aèria Sud-africana (SAAF) va subministrar UNITA cobertura aèria de les bases a Namíbia. Sud-àfrica també va fer grans esforços per recuperar la imatge de Savimbi a l'estranger, especialment als Estats Units. A començament de 1978, les incursions periòdiques de Sud-àfrica i l'expansió d'UNITA al nord i a l'est van obligar el MPLA a augmentar les despeses de l'ajuda militar soviètica i de dependre encara més del personal militar de la URSS, d'Alemanya de l'Est i de Cuba.
Les primeres incursions a gran escala de la SADF es van produir el maig de 1978 (Operació Reindeer, considera com a l'operació més controvertida de Sud-àfrica a Angola. Va suposar dues agressions simultànies a camps de SWAPO molt poblats a Cassinga i Chetequera. La intel·ligència de la SADF va considerar que Cassinga era un camp del PLAN («Exèrcit Popular d'Alliberament de Namíbia», l'ala armada de SWAPO). L'ordre operatiu era «infligir pèrdues màximes», però, quan fos possible, «capturar els líders». En la incursió aèria del 8 de maig de 1978 (terminologia SADF: batalla de Cassinga, més de sis cents persones van morir, incloses algunes dones i nens. A més, fins a 150 cubans d'una unitat que s'apropaven a l'ajuda del camp van perdre la vida en un atac aeri i una emboscada al camí des de la seva guarnició a Tchamutete 15 km al sud. Així, Cuba va patir la major xifra de pèrdues en un sol dia de la seva intervenció angolesa. Segons els controvertits resultats de la Comissió de la Veritat i la Reconciliació, el camp probablement servia tant a civils com militars i la incursió constituïa una violació del dret internacional i la «comissió de violacions greus dels drets humans». SWAPO i els mitjans de comunicació internacionals van titllar l'incident de massacre i el van convertir en un desastre polític per a Sud-àfrica. La revulsió de la carnisseria de la «incursió de Cassinga» i la consegüent clandestinitat internacional van portar a l'adopció de la Resolució 435 del Consell de Seguretat de les Nacions Unides, el 29 de setembre de 1978, que exigia la independència de Namíbia i, al final, l'establiment d'un «Grup d'Assistència de Transició». Pretòria va signar la resolució que va exposar els passos per concedir la independència a Namíbia, i segons Bender, va plantejar les expectatives que la pau tenia a l'abast de l'Àfrica meridional.
En la resolució 447 del 28 de març de 1979, el Consell de Seguretat de l'ONU va concloure que «la intensitat i el calendari d'aquests actes d'invasió armada pretén frustrar els intents d'acords negociats al sud d'Àfrica» i va expressar la seva preocupació «sobre el dany i la destrucció no desitjada de la propietat causada per les invasions armades sud-africanes a Angola llançades des de Namíbia, un territori que Sud-àfrica ocupa il·legalment». Va condemnar enèrgicament «el règim racista de Sud-àfrica per les seves invasions armades premeditades, persistents i sostingudes… d'Angola», la seva «utilització del territori internacional de Namíbia com a trampolí per a les invasions armades i la desestabilització de…Angola» i va exigir que «Sud-àfrica cessi immediatament les seves provocatives invasions armades contra… Angola». El 2 de novembre de 1979 el Consell de Seguretat de l'ONU va aprovar una altra resolució (454), que marcava Sud-àfrica d'una manera similar per les seves incursions armades, demanant a Sud-àfrica «que cessés immediatament tots els actes d'agressió i provocació contra… Angola» i «que retirés immediatament totes les seves forces armades d'Angola» i exigint que «Sud-àfrica respecti escrupolosament la independència, la sobirania i la integritat territorial… d'Angola» i que «Sud-àfrica desisteixi immediatament de la utilització de Namíbia, territori que ocupa il·legalment, per iniciar actes d'agressió contra… Angola o altres estats veïns d'Àfrica». No obstant això, cap a finals de 1979, després del bombardeig de Lubango, una guerra no declarada estava en marxa.
Amb prou feines dues setmanes més tard, el 17 de maig de 1978, 6.500 gendarmes katanguesos van envair la província zairesa de Shaba a partir de bases a l'est d'Angola i els EUA van acusar Cuba de ser-ne responsable. Encara que no hi ha cap prova d'una implicació cubana, és probable que els katanguesos tinguessin el suport del MPLA. Van ser expulsats a la frontera pels militars francesos i belgues, i Cuba i els EUA van persuadir Neto i Mobutu per signar un pacte de no agressió. Mentre Neto va acordar repatriar els katanguesos Mobutu va tallar les ajudes a FNLA, FLEC i UNITA i va tancar les seves bases al llarg de la frontera. A la fi de 1978, la seguretat del MPLA havia anat deteriorant-se i UNITA va emergir com un formidable exèrcit guerriller, expandint les seves operacions des de Cuando Cubango fins a Moxico i Bié, mentre que la SADF va intensificar les seves campanyes transfrontereres des de Namíbia.
Neto va morir el 10 de setembre de 1979 mentre buscava tractament mèdic a Moscou i va ser succeït per José Eduardo dos Santos. Un mes després, Ronald Reagan va esdevenir president dels Estats Units i va adoptar immediatament una línia més dura amb el MPLA: els cubans havien de ser totalment expulsats d'Angola.
A les eleccions celebrades al febrer de 1980; el líder de la Unió Nacional Africana de Zimbàbue (ZANU) i oponent total de l'apartheid, Robert Mugabe, va ser elegit president, i va acabar amb el govern de minoria blanca a Zimbàbue. En perdre el seu últim aliat (Rhodèsia) a la regió, Sud-àfrica va adoptar la política de «Compromís total» que va prometre «vèncer als estats veïns que tenien forces anti-apartheid». El 10 de juny de 1980 Pretòria va iniciar la seva operació més gran des de la Segona Guerra Mundial, 180 km en Angola, durant la qual, per primera vegada, va ser atacada per la FAPLA. El setembre següent, la SADF va assistir a UNITA en la captura de Mavinga.
A principi dels anys vuitanta, els Estats Units, en la seva missió d'expulsar l'URSS i Cuba d'Angola, participaren directament en les negociacions amb el MPLA. El MPLA va argumentar que podria reduir de manera segura el nombre de tropes cubanes i assessors soviètics si no fos per les contínues incursions sud-africanes i l'amenaça a la seva frontera sud. La solució més òbvia era una Namíbia independent a la qual Sud-àfrica hauria de renunciar. Després d'haver d'acceptar un règim d'esquerres a Angola, Pretòria es va mostrar reticent a renunciar al control de Namíbia a causa de la possibilitat que les primeres eleccions portessin el seu «enemic tradicional», SWAPO, al poder. Va continuar assistint a les sessions de negociació del Grup de Contacte al llarg dels anys vuitanta, sempre disposat a negociar, però mai disposat a arribar a un acord. Cuba, que no participava en les negociacions, bàsicament va acceptar una solució que impliqués la independència de Namíbia. Tot i així, cap al final del segon mandat de Reagan, les negociacions no havien tingut cap fruit.
Després que les negociacions patrocinades per l'ONU sobre el futur de Namíbia fracassessin el gener de 1981, (Sud-àfrica va sortir de la Conferència de pre-implimentació a Ginebra, el 13 de gener) a l'abril de 1981, el nou secretari d'Estat nord-americà per a Afers d'Àfrica, Chester Crocker, va iniciar negociacions que combinaven el «compromís constructiu amb Sud-àfrica» amb la proposta d'«enllaç» (la independència de Namíbia a canvi de la retirada de Cuba). Tant el MPLA com Sud-àfrica desconfiaven profundament dels Estats Units per diversos motius i la idea va ser rebutjada. Va continuar sent la base de noves negociacions; tot i així, els membres del grup de contacte, així com els «estats de primera línia» (estats limítrofs amb Sud-àfrica) es van oposar a vincular la independència de Namíbia amb la retirada cubana. Malgrat la seva presència aclaparadora a Angola, els cubans van continuar sense participar en les negociacions.
El mateix any l'activitat militar de Sud-àfrica es va incrementar contra els objectius del MPLA i la guerrilla SWAPO. El 23 d'agost de 1981 la SADF va llançar l'Operació Protea amb onze mil soldats que penetraven 120 quilòmetres al sud-oest d'Angola i ocupaven prop de 40.000 km² al sud de Cunene (mantenint el territori fins a 1988). Les bases es van establir a Xangongo i N'Giva. Els sud-africans no sols van lluitar contra el SWAPO, sinó que també van voler que FAPLA sortís de la zona fronterera i intensifiqués obertament els assalts contra els objectius econòmics angolesos. Els EUA van vetar una Resolució de l'ONU per condemnar l'operació, en lloc d'insistir en la retirada cubana d'Angola. Al cap de cinc mesos de la intervenció sud-africana, els soviètics van iniciar un nou programa militar de dos anys per a FAPLA a la qual Cuba va enviar uns altres 7.000 soldats. FAPLA i les forces cubanes es van abstenir d'accions més grans contra les operacions sud-africanes, que rutinàriament es van endinsar en el territori de MPLA després de l'operació Protea. Durant 1982 i 1983, el SAAF també va participar en operacions d'UNITA, que van guanyar més i més control del sud-est d'Angola. Els atacs van superar amb escreix les anteriors operacions d'atac i estaven destinades principalment al ferrocarril de Benguela. Cada vegada més els cubans es van implicar en els combats, ja sigui perquè tenien guarnicions a la zona o perquè van arribar al rescat d'unitats de FAPLA atacades. La guerra civil va tenir un efecte incapacitant sobre l'economia angolesa, especialment l'agricultura i les infraestructures, i va crear centenars de milers de refugiats. La guerrilla d' UNITA va prendre tècnics estrangers com a ostatges.
El 6 de desembre de 1983, Pretòria va llançar la seva dotzena incursió, l'Operació Askari, a la recerca del SWAPO, que també va provocar el major dany possible en l'augment de la presència militar de FAPLA al sud d'Angola. En protesta, França i poc després Canadà, va deixar el Grup de Contacte de l'ONU. El 20 de desembre, el Consell de Seguretat de l'ONU va aprovar la resolució 546 que demanava la retirada i la reparació de Sud-àfrica. A diferència de durant l'Operació Protea, aquesta operació es va trobar amb una forta resistència per part de les forces FAPLA-Cubanes que van conduir els combats més ferotges des de la independència. La batalla es va produir després d'un atac SADF en un camp SWAPO prop de Cuvelei (nord de Cunene) els dies 3 i 7 de gener de 1984. Encara que SWAPO va patir una severa derrota en aquesta campanya, els sud-africans no van poder desbloquejar la FAPLA des de bases a Cahama, Mulondo i Caiundo com havia planejat. Sota una creixent pressió internacional, Pretòria va detenir l'operació i es va retirar al sud de la frontera el 15 de gener però va mantenir les guarnicions a Calueque, N'Giva i Xangongo. El 31 de gener es va signar un alto el foc entre el MPLA i Sud-àfrica, el primer tractat entre Luanda i Pretòria. Es van reprendre les negociacions de pau i, al febrer de 1984, Crocker es va reunir amb el MPLA i els sud-africans a Lusaka, Zàmbia. El primer «Acord de Lusaka» del 16 de febrer de 1984 va detallar la retirada de les forces del MPLA i sud-africanes al sud d'Angola. Ja durant aquest procés l'acord estava condemnat a fracassar perquè el SWAPO no va participar en les converses i va continuar les seves operacions. UNITA també va intensificar les seves incursions, incloent les mines, les camionetes, la presa d'ostatges i l'atac a civils estrangers fins al nord de Sumbe.
En una declaració conjunta del 19 de març de 1984, Cuba i el MPLA van anunciar els principis sobre els quals es negociaria una retirada cubana: retirada unilateral de la SADF, aplicació de la Resolució 435 i cessament del suport per a UNITA i accions armades a Angola. La retirada cubana seria una qüestió entre Cuba i Angola. En un anunci conjunt similar el 1982, aquests principis s'havien formulat com a demandes. La proposta va ser rebutjada per Botha. El setembre de 1984, el MPLA va presentar un pla que demana la retirada de tots els cubans a les posicions al nord del paral·lel 13° sud i després al paral·lel 16° sud, de nou amb la condició que Sud-àfrica sortís de Namíbia i respectés la Resolució 435. Van romandre 10.000 tropes cubanes al voltant de la capital i a Cabinda. Un obstacle important en les negociacions va ser el cronograma per a la retirada de les tropes cubanes. Mentre que Pretòria exigia un màxim de 7 mesos, els cubans volien quatre anys. Crocker va aconseguir reduir la línia de temps del cubà a dos anys en què els sud-africans només van suggerir 12 setmanes. Crocker llavors va proposar un cronograma de 2 anys i una retirada en etapes i un màxim de 6.000 tropes que romandrien fins a un altre any al nord. Però ambdues parts i UNITA van rebutjar aquesta proposta i les negociacions es van estancar. El 17 d'abril, Pretòria va instal·lar un «Govern provisional» a Namíbia que anava en contra de la Resolució 435. L'Acord de Lusaka va fracassar completament quan Sud-àfrica va trencar l'alto el foc. El 20 de maig de 1985 va enviar un equip de comando per a explotar una instal·lació de Gulf Oil a Angola. L'atac va fracassar, però va demostrar que Pretòria no estava «interessada en un acord d'alto del foc ni en l'acord de Namíbia».
El 10 de juliol de 1985, el Congrés dels EUA va rescindir l'Esmena Clark de deu anys. En un any, com a mínim, set projectes de llei i resolucions van seguir impulsant ajudes a UNITA, inclòs suport militar clar i uns 15 milions de dòlars EUA. Des de 1986, els EUA van donar suport obertament a UNITA. El 1986 la guerra va arribar a un punt mort: la FAPLA no podia desarrelar UNITA en la seva fortalesa tribal i UNITA no era una amenaça seriosa per al govern de Luanda. En una setmana, Pretòria, que patia disturbis interns i sancions internacionals, va declarar un estat d'emergència.

## La segona intervenció cubana

### Escalada del conflicte
Com a resultat de l'Operació Askari sud-africana de desembre de 1983, que es va dirigir a les bases de l'Exèrcit Popular d'Alliberament de Namíbia a l'interior d'Angola, l'URSS no sols va augmentar la seva ajuda al MPLA, sinó que també va assumir la seva estratègia tàctica i lideratge estratègic del FAPLA, desplegament d'assessors fins al nivell del batalló, i va començar a planificar una ofensiva a gran escala contra la fortalesa d'UNITA al sud-est d'Angola.
El comandament soviètic no va incloure les forces cubanes a Angola. Les opinions estratègiques de Cuba diferien considerablement de les dels soviètics i del MPLA i Cuba va aconsellar fortament contra una ofensiva al sud-est perquè crearia l'oportunitat d'una significativa intervenció sud-africana, cosa que va succeir. L'ofensiva de la FAPLA l'any 1984 ja havia tingut resultats febles. Sota el lideratge soviètic, la FAPLA va llançar dues ofensives més el 1985 i 1986. Els cubans negaren la seva participació en l'operació de 1985, però van recolzar l'ofensiva el 1986 malgrat moltes reserves, no proporcionant forces de terra, sinó suport tècnic i aeri. A part de la presa de Cazombo el 1985, apropar-se a Mavinga i portar UNITA a prop de la derrota, ambdues ofensives van acabar en un fracàs complet i es van convertir en una vergonya important per als soviètics. A diferència dels cubans amb deu anys d'experiència en el teatre africà, el lideratge soviètic era inexpert i les relacions entre els dos eren tenses. A més, el març de 1985 Mikhail Gorbachev s'havia convertit en el nou secretari general amb qui Castro tenia desavinences considerables. En ambdues ofensives de FAPLA, Sud-àfrica, que encara controlava els baixos del sud-oest d'Angola, va intervenir tan aviat com UNITA va entrar en perill. El setembre de 1985, la Força Aèria Sud-africana va impedir la caiguda de Mavinga i l'ofensiva de FAPLA va acabar al riu Lomba.
Després d'aquesta desfeta el 1985, els soviètics van enviar més equips i assessors a Angola i immediatament van preparar una altra ofensiva de FAPLA l'any següent. Mentrestant UNITA va rebre la seva primera ajuda militar dels Estats Units, que incloïa míssils aire-a-aire Stinger i míssils antitanc BGM-71 TOW. Els Estats Units van enviar subministraments a UNITA i SADF a través de la reactivada base aèria de Kamina al Zaire. L'ofensiva, que va començar el maig de 1986, ja va començar amb pobres resultats, amb l'ajuda de la SADF, UNITA va aconseguir aturar l'avanç a finals d'agost.

### Cuito Cuanavale
Els preparatius es van iniciar en la propera ofensiva el 1987, «Operação Saudando Outubro», i una vegada més, els soviètics van actualitzar l'equipament de FAPLA, incloent 150 tancs T-55 i T-54B i Mi-24 i helicòpters Mi-8/Mi-17. Una vegada més van rebutjar avisos d'una intervenció sud-africana. Pretòria, prenent nota de l'acumulació militar massiva a prop de Cuito Cuanavale, va advertir a UNITA i el 15 de juny va autoritzar uns cobertura secret. Malgrat aquests preparatius, el 27 de juliol Castro va proposar la participació de Cuba en les negociacions, indicant que estava interessat a reduir la seva participació a Angola. L'administració de Reagan va declinar.
Des del començament de l'ofensiva FAPLA, a Pretòria, era clar que UNITA no podia suportar l'atac i el 4 d'agost de 1987 va llançar una operació clandestina Operació Moduler, que va participar en les primeres lluites nou dies més tard. El FAPLA va arribar als bancs septentrionals del riu Lomba a prop de Mavinga el 28 d'agost i els esperaven la SADF. En una sèrie de lluites entre el 9 de setembre i el 7 d'octubre, van impedir que la FAPLA creués el riu i aturà l'ofensiva per tercera vegada. La FAPLA va patir fortes pèrdues i els soviètics van retirar els seus assessors de l'escena, deixant FAPLA sense un lideratge superior. El 29 de setembre, el SADF va llançar una ofensiva amb l'objectiu de destruir totes les forces de FAPLA a l'est del riu Cuito. El 3 d'octubre va atacar i va aniquilar un batalló FAPLA al marge sud del riu Lomba i, dos dies més tard, FAPLA va començar a retirar-se a Cuito Cuanavale. La SADF i UNITA van continuar retirant les unitats de FAPLA i va començar el setge de Cuito Cuanavale el 14 d'octubre amb un bombardeig de llarg abast amb Obús G5 de 155 mm a una distància de 30 a 40 km.
Cuito Cuanavale, sols un poble, era important per a FAPLA com una base aèria per patrullar i defensar el sud d'Angola i considerada una important porta d'entrada a la seu d'UNITA al sud-est. Amb els sud-africans en el contraatac, la ciutat i la base i, possiblement, tot Cuando Cubango estava amenaçat, així com l'avanç planificat de FAPLA cap al sud contra UNITA; el 15 de novembre Luanda va demanar l'assistència militar urgent de Cuba. Castro va aprovar la intervenció cubana, l'Operació Maniobra XXXI Aniversario el mateix dia, reprenent la iniciativa dels soviètics. Com el 1975, Cuba no va informar de nou a l'URSS abans de la seva decisió d'intervenció. Per segona vegada, Cuba va enviar un gran contingent de tropes i armes a través de l'oceà: 15.000 soldats i equips, inclosos tancs, artilleria, armes antiaèries i avions. Encara que no es va responsabilitzar de la desagradable situació de la FAPLA, Cuba es va veure obligada a intervenir per evitar un desastre total per al MPLA. A la vista de Castro, una victòria sud-africana i d'UNITA hauria significat la captura de Cuito i la destrucció de les millors formacions militars del MPLA.
Al voltant de mitjans de gener, Castro va dir que el MPLA sabia que se n'ocupava i que els primers reforços cubans van ser desplegats a Cuito Cuanavale. La prioritat inicial dels cubans era salvar a Cuito Cuanavale, però mentre els reforços arribaven a la guarnició assetjada van fer els preparatius per a un segon front a Lubango, on la SADF havia estat operant sense obstacles durant anys. A principis de novembre, el SADF havia acorralat les unitats FAPLA a Cuito Cuanavale i estava disposat a destruir-les. El 25 de novembre, el Consell de Seguretat de l'ONU va exigir la retirada incondicional de la SADF el 10 de desembre, però els EUA van assegurar que no hi tindria repercussions per a Sud-àfrica. El secretari adjunt dels Estats Units per a Àfrica, Chester Crocker, va assegurar a l'ambaixador de Pretòria: «La resolució no contenia una crida a sancions integrals i no proporciona assistència al MPLA. Això no va ser un accident, sinó conseqüència dels nostres propis esforços per mantenir la resolució dins dels límits». Durant el mes de desembre, la situació de l'assetjat MPLA es va tornar crítica, ja que la SADF va estrènyer el cordó al voltant de Cuito Cuanavale. Els observadors esperaven que caigués aviat en mans sud-africanes i UNITA anuncià prematurament que la ciutat havia estat presa.
A partir del 21 de desembre, els sud-africans van planificar l'operació final per «recollir» les cinc brigades FAPLA que encara estaven a l'est del riu Cuito «abans de passar a ocupar la ciutat si les condicions eren favorables». Des de mitjan de gener fins a final de febrer, la SADF va llançar sis assalts importants a les posicions FAPLA a l'est del riu Cuito, cap de les quals va donar resultats tangibles. Encara que el primer atac el 13 de gener de 1988 va tenir èxit, resultant un desastre per a una brigada FAPLA, el SADF no va poder continuar i es va retirar a les seves posicions inicials. Després d'un mes, el SADF estava preparat per al segon assalt el 14 de febrer. De nou es va retirar després d'expulsar amb èxit les unitats FAPLA-cubanes dels alts de Chambinga. A penes fugint de la catàstrofe, les unitats FAPLA a l'est del riu Cuito es van retirar al triangle del Tumpo, una àrea més petita, ideal per a la defensa. El 19 de febrer, el SADF va patir un primer revés important quan li fou repel·lit un tercer assalt contra un batalló FAPLA al nord del riu Dala; la SADF no va poder arribar a les posicions avançades de FAPLA i va haver de retirar-se. Els dies següents, els cubans van intensificar els atacs aeris contra les posicions sud-africanes. El 25 de febrer els FAPLA-Cubans van repel·lir un quart assalt i la SADF va haver de retirar-se a les seves posicions a l'est del riu Tumpo. El fracàs d'aquest atac «va demostrar ser un punt d'inflexió de la batalla de Cuito Cuanavale, que va impulsar la flagrant moral de FAPLA i va portar l'avanç sud-africà a un punt mort». El 29 de febrer un cinquè intent de la SADF la conduí a la tercera derrota consecutiva. Després d'una mica més de preparació, els sud-africans van llançar el seu últim i quart atac frustrat el 23 de març. Com va assenyalar el coronel de la SADF Jan Breytenbach, l'assalt sud-africà «va ser portat a una muda i definitiva detenció» per part de les forces combinades cubanes i FAPLA.
Finalment, la força de les tropes cubanes a Angola va augmentar a uns 55.000, amb 40.000 desplegats al sud. A causa de l'embargament internacional d'armes des del 1977, l'envellida força aèria sud-africana es va veure superada pel sofisticat sistema de defensa aèria de la Unió Soviètica i les capacitats d'atac aeri del MPLA, i no va ser capaç per mantenir la supremacia de l'aire que havia gaudit durant anys; al seu torn la seva pèrdua va resultar fonamental per al desenllaç de la batalla sobre el terreny.
Cuito Cuanavale va ser el principal camp de batalla entre les forces cubanes, angoleses, namíbies i sud-africanes. Va ser la batalla més gran en sòl africà des de la Segona Guerra Mundial i en el seu curs van morir poc menys de 10.000 soldats. Avions cubans i 1. 500 soldats cubans havien reforçat el MPLA a Cuito. Després de l'assalt fallit del 23 de març de 1988, la SADF es va retirar deixant una «força de retenció» de 1.500 homes i assegurant la seva retirada amb una de les àrees més fortament minades del món. Cuito Cuanavale va continuar sent bombardejat des d'una distància de 30 a 40 km.

### Front Occidental
Mentrestant, el 10 de març de 1988, quan les defenses de Cuito Cuanavale després de tres atacs fallits de SADF eren segures, les unitats cubanes, FAPLA i SWAPO avançaven des de Lubango al sud-oest. La primera resistència sud-africana es va trobar a prop de Calueque el 15 de març, seguida de tres mesos de xocs sagnants mentre els cubans progressaven cap a la frontera amb Namíbia. A finals de maig, Cuba tenia dues divisions al sud-oest d'Angola. Al juny van construir dues bases aèries a Cahama i a l'aeroport de Xangongo, amb les quals podria projectar la força aèria cubana a Namíbia. Tots el del sud d'Angola va ser cobert per una xarxa de radar i la defensa aèria SA-8 que va acabar amb la superioritat aèria sud-africana.
El 26 de maig de 1988, el cap de la SADF va anunciar que «forces armades cubanes i SWAPO fortament armades, integrades per primera vegada, s'han desplaçat cap al sud a 60 km de la frontera amb Namíbia». Les restants forces de la SADF a Cuito Cuanavale corren el perill de quedar tancades. El 8 de juny de 1988, la SADF va demanar 140.000 homes de la reserva (Força Ciutadana), indicant la gravetat de la situació. L'Administrador general sud-africà a Namíbia va reconèixer el 26 de juny que els MiG-23 cubans volaven sobre Namíbia, una dramàtica reversió de temps anteriors en què els cels pertanyien al SAAF. Va afegir: «La presència dels cubans ha provocat un aleteig d'ansietat» a Sud-àfrica.
Al juny de 1988 els cubans es van preparar per avançar a Calueque a partir de Xangongo i Tchipa. En cas de contraatacs greus de Sud-àfrica, Castro va ordenar que estiguessin preparats per destruir els embassaments i transformadors de Ruacana i atacar les bases sud-africanes a Namíbia. L'ofensiva va començar des de Xangongo el 24 de juny de manera immediata enfrontant-se a la SADF en direcció a Cuamato. Encara que la SADF va ser expulsada, els FAPLA-cubans es van retirar a la seva base. El 26 de juliol de 1989, la SADF va destrossar Tchipa (Techipa) amb artilleria de llarg abast i Castro va donar ordres per l'avanç immediat a Calueque i un atacaeri contra els campaments de la SADF i les instal·lacions militars de Calueque. Després d'un xoc amb un grup d'avanç FAPLA-cubà el 27 de juny, la SADF es va retirar cap a Calueque sota el bombardeig d'avions cubans i va travessar la frontera cap a Namíbia aquesta mateixa tarda. Aleshores els MiG-23 cubans havien dut a terme atacs contra les posicions de la SADF al voltant de la presa de Calueque, 11 km al nord de la frontera de Namíbia, i també danyaren el pont i les instal·lacions hidroelèctriques. La força principal dels cubans, encara en el camí, mai va veure acció i va tornar a Tchipa. Amb la retirada de la SADF a Namíbia, el 27 de juny, les hostilitats van cessar.
La CIA va informar que «l'ús reeixit de la força aèria cubana i la feblesa aparent de les defenses aèries de Pretòria» ressaltava el fet que l'Havana havia aconseguit la superioritat aèria al sud d'Angola i al nord de Namíbia. Només unes poques hores després de l'atac aeri cubà, la SADF va destruir el pont proper sobre el riu Cunene. Ho van fer, va suposar la CIA, «evitar facilitar el pas a les forces cubanes i angoleses a la frontera de Namíbia i reduir el nombre de posicions que havien de defensar». Els sud-africans, impressionats per la sobrietat i l'escala de l'avanç cubà i creient que una batalla més gran «comportava seriosos riscos», es van retirar. Cinc dies més tard, Pretòria va ordenar que un grup de combat encara operatiu al sud-est d'Angola reduís l'escala per evitar més víctimes, retirant-se efectivament de totes les lluites i una divisió SADF es va desplegar en defensa de la frontera nord de Namíbia.

## Cuba i l'acord de les tres potències
Les negociacions i els acords fins a l'any 1988 havien estat bilaterals, ja sigui entre MPLA i els EUA, MPLA i Sud-àfrica o els Estats Units i Sud-àfrica. Luanda va rebutjar qualsevol contacte directe amb UNITA i en comptes va buscar converses directes amb els patrocinadors de Savimbi a Pretòria i Washington. Les negociacions solien tenir lloc en tercers països i estaven mitjançades per tercers països. Els EUA, encara que recolzaven clandestinament a UNITA, sovint actuaven ells mateixos com a mediadors. Des de 1986, la Unió Soviètica va expressar el seu interès per una solució política. Es va involucrar cada vegada més en les consultes, però mai van participar directament en les negociacions. Els esforços per assolir un acord s'havien intensificat després que els combats al sud d'Angola esclatessin el 1987. Es va acordar que aquesta vegada només els governs participessin en les negociacions, excloent la participació d'UNITA.
Des del començament de les negociacions el 1981, els cubans no havien demanat ni se'ls havia demanat que participessin i els estatunidencs no tenien al cap incloure'ls. Castro va manifestar interès als Estats Units al juliol de 1987 mentre es trobaven en curs els preparatius per a l'ofensiva de la FAPLA contra UNITA. Va fer saber als estatunidencs que les negociacions, incloent-hi els cubans, serien molt més prometedores. Però no va ser fins al gener de 1988 que el secretari d'estat estatunidenc, George Schultz, va autoritzar a la delegació estatunidenca a mantenir converses directes amb els cubans amb l'estricta disposició que només discutissin afers d'Angola i Namíbia, però no de l'embargament estatunidenc contra Cuba. El govern cubà es va unir a les negociacions el 28 de gener de 1988. Van concedir que la seva retirada havia d'incloure totes les tropes d'Angola inclosos els 5.000 que tenien al cap per a mantenir al nord i a Cabinda per a protegir els camps petroliers. No obstant això, el suport dels EUA a UNITA continuaria i no va ser un problema en les discussions.
Els EUA van continuar la seva política de dues vies, la mediació entre Luanda i Pretòria, així com proporcionar ajuda a UNITA a través de la base aèria de Kamina al Zaire. La prioritat de l'administració Reagan era aconseguir que els cubans sortissin d'Angola. En la seva terminologia, donant suport a UNITA, els EUA dirigien una «guerra de baixa intensitat». Segons un diplomàtic occidental a Luanda, els Estats Units «volien treure els cubans i després volien demanar als sud-africans que es retiressin amablement de Namíbia». David Albright va informar que les autoritats de Sud-àfrica van creure que els preparatius per a una prova nuclear d'Armscor a Vastrap van ser descobertes per agències d'intel·ligència soviètiques o occidentals, i que aquest descobriment va provocar una major pressió sobre Cuba i la Unió Soviètica perquè es retiressin d'Angola.
Crocker havia estat inicialment incapaç de convèncer a ningú d'Europa del seu concepte de vinculació, que va lligar la independència de Namíbia a la retirada cubana. Al contrari, la Unió Europea estava disposada a ajudar amb la reconstrucció angolesa.
Pretòria havia sortit de les negociacions dos anys abans i calia tornar Sud-àfrica a la taula. El dia 16 de març de 1988, el Dia del Treball sud-africà, va informar que Pretòria estava «oferint retirar-se a Namíbia a canvi de la retirada de les forces cubanes d'Angola. La implicació és que Sud-àfrica no té cap intenció real de renunciar al territori a curt termini. » Després de moltes perspicàcies, el govern de Sud-àfrica es va unir a les negociacions a El Caire el 3 de maig de 1988 esperant la modificació de la Resolució 435. El ministre de Defensa Malan i el president P. W. Botha va afirmar que Sud-àfrica es retiraria d'Angola només «si Rússia i els seus representants feien el mateix». No van parlar de retirar-se de Namíbia.
El juliol de 1987, Cuba i Angola van oferir accelerar la retirada cubana. 20.000 militars estacionats al sud del paral·lel 13° sud podien tornar a casa en un termini de dos anys, en comptes de tres anys, amb la condició que la SADF es retirés d'Angola, que el suport dels Estats Units i Sud-àfrica a UNITA es rescindís, que la sobirania d'Angola es respectés i s'implementés la resolució 435 de l'ONU. Botha va rebutjar tota mena de moviment abans que els cubans es retiressin d'Angola. Per «torpedinar» les iniciatives, Malan «innocentment» va suggerir negociacions directes amb Moscou perquè el conflicte d'Angola pogués resoldre's després de l'exemple de l'Afganistan. El Kremlin va respondre sarcàsticament que Angola i Afganistan gairebé no tenien més en comú que les lletres inicials del seu nom. Així, el calendari de retirada va ser el major obstacle per a un acord. Chester Crocker va proposar un calendari més estricte de retirada total en tres anys que els angolesos rebutjaren
Va ser només després de la batalla de Cuito Cuanavale que el govern de Botha mostrava un interès real en les negociacions de pau. L'estratègia militar cubana al sud d'Angola el 1988 va portar urgència a les negociacions. Després d'aturar la contraofensiva de la SADF a Cuito Cuanavale i obrir un segon front cap a l'oest, els cubans d'Angola havien aixecat la seva aposta i van invertir la situació a terra. De fet, els EUA es preguntaven si els cubans frenarien el seu avanç a la frontera de Namíbia La forta pèrdua de vida a Calueque va provocar indignació a Sud-àfrica i va ordenar una reducció immediata. Les forces SADF que romanen a l'est d'Angola van rebre instruccions per evitar altres baixes. Després dels sagnants enfrontaments del 27 de juny, la SADF va crear el 10 de juliol una divisió de 10 en defensa del nord de Namíbia, en cas que els cubans intentessin una invasió. Així, Jorge Risquet, cap de la delegació cubana, va respondre a les demandes sud-africanes: «El temps de les seves aventures militars, dels actes d'agressió que han perseguit amb impunitat, de les massacres de refugiats… ha acabat…Sud-àfrica està actuant com si fos un exèrcit victoriós, en comptes del que és realment: un agressor derrotat que s'està retirant…. Sud-àfrica ha d'enfrontar-se al fet que no obtindrà a la taula de negociació allò que no podia aconseguir en el camp de batalla». Crocker va dir al secretari d'Estat George Shultz que les converses havien tingut lloc «en el context d'una tensió militar creixent que envoltava la gran acumulació de tropes cubanes fortament armades al sud-oest d'Angola, molt a prop a la frontera de Namíbia… L'acumulació cubana al sud-oest d'Angola ha creat una dinàmica militar imprevisible».
Els cubans van ser la força impulsora de les negociacions en la fase final, que va començar el juliol de 1988. Els aliats del MPLA, que primer volien mantenir l'statu quo després dels èxits al sud, havien de ser persuadits de continuar. Preocupat que els combats a Cunene augmentessin en una guerra total, Crocker va aconseguir un primer avanç a Nova York el 13 de juliol. Els cubans van substituir Jorge Risquet pel més conciliador Carlos Aldana Escalante i van acordar, en general, retirar-se d'Angola per la independència de Namíbia. (Vegeu també Acord Tripartit (Angola) pel compte de Botha de la seva arribada a una entesa amb Risquet, tal com es va documentar en el documental francès de 2007 Cuba, une odyssée africaine. Els càlculs de Cuba eren simples: una vegada els sud-africans estiguessin fora de Namíbia i s'implementés la Resolució 43, Pretòria quedaria sense una base segura per operar i desestabilitzar el govern del MPLA. El govern de Luanda podria mantenir-se contra UNITA sense ajuda cubana. Cuba també va pensar que el SWAPO, el seu aliat regional, canalitzaria les forces a Namíbia.
En els «Principis de Nova York», les parts van acordar resoldre les seves diferències a través de negociacions. La següent ronda de converses a Cap Verd, del 22 al 23 de juliol de 1988, només es va comprometre a crear una Comissió Mixta de Seguiment que vetllaria per la retirada. El 5 d'agost les tres parts van signar el «Protocol de Ginebra» per a la retirada sud-africana d'Angola a partir del 10 d'agost i que es completaria l'1 de setembre. Per aquell temps, els cubans i el MPLA havien d'acordar la retirada de la tropa cubana. El 10 de setembre es va signar un acord de pau tripartit i la Resolució 435 es va dur a terme l'1 de novembre. Un alto el foc va entrar en vigor el 8 d'agost de 1988. Pretòria va treure les seves forces restants fora d'Angola abans del 30 d'agost de 1988. Les forces cubanes i el SWAPO es van allunyar de la frontera sud. En aquella època no es va trobar una fórmula per a la retirada cubana d'Angola, ja que encara hi havia un buit de 41 mesos entre la proposta cubana i sud-africana i es van dur a terme unes altres cinc rondes de converses entre agost i octubre de 1988 per trobar un acord. Les negociacions es van interrompre per esperar el resultat de les eleccions estatunidenques després de les quals George H. W. Bush va succeir Ronald Reagan el 8 de novembre de 1988. Mentrestant, estava en curs una ofensiva de la FAPLA i UNITA era propera al col·lapse amenaçant una altra intervenció sud-africana i posant alerta les forces cubanes a Angola. Tanmateix, Pretòria no tenia al cap posar en perill les converses i s'abstingué d'intervenir.
Va ser només després de les eleccions als Estats Units que les parts van acordar un calendari per als cubans. El 22 de desembre de 1988, un mes abans que acabés el segon mandat de Reagan, Angola, Cuba i Sud-àfrica van signar l'Acord de les Tres Potències a Nova York, disposant la retirada de les tropes sud-africanes d'Angola i Namíbia, la independència de Namíbia i la retirada de tropes cubanes d'Angola. Cuba va acordar un termini general de 30 mesos i es va retirar en un termini de 27 mesos després de la implementació de la Resolució 435. El calendari acordat va proporcionar els següents passos:
- fins l'1 d'abril de 1989: retirada de 3.000 soldats cubans (3 mesos)
- 1 d'abril de 1989: Implementació de la Resolució 435 i començament del termini de 27 mesos per a la retirada total
- 1 d'agost de 1989: totes les tropes cubanes es van traslladar al nord del paral·lel 15 (7 mesos)
- 31 d'octubre de 1989: totes les tropes cubanes es van traslladar al nord del paral·lel 13 (10 mesos)
- 1 de novembre de 1989: eleccions lliures a Namíbia i 50% de totes les tropes cubanes retirades d'Angola
- 1 d'abril de 1990: 66% de totes les tropes cubanes retirades (15 mesos)
- 1 d'octubre de 1990: el 76% de totes les tropes cubanes retirades (21 mesos)
- 1 de juliol de 1991: retirada cubana completada (30 mesos)[222]

L'acord va acabar amb 13 anys de presència militar cubana a Angola, que va finalitzar un mes abans del 25 de maig de 1991, quan el general Samuel Rodiles Planas va pujar a l'avió que el va portar de tornada a l'illa. Al mateix temps, els cubans van treure les seves tropes de Pointe-Noire (República del Congo) i Etiòpia.

## Conseqüències
La intervenció cubana va tenir un impacte considerable a l'Àfrica Meridional, especialment en la defensa del control del MPLA sobre grans parts d'Angola, així com per ajudar a garantir la independència de Namíbia. El 26 de juliol de 1991, en ocasió de les celebracions del 38è aniversari de l'inici de la Revolució Cubana, Nelson Mandela va pronunciar un discurs a l'Havana per lloar a Cuba pel seu paper a Angola: 
| « | El poble cubà té un lloc especial en el cor dels pobles d'Àfrica. Els internacionalistes cubans han contribuït a la independència, la llibertat i la justícia africanes sense precedents pel seu caràcter de principis i desinteressos. Nosaltres, a Àfrica, solem ser víctimes de països que volen espoliar el nostre territori o subvertir la nostra sobirania. No hi ha cap precedent en la història africana que un altre poble s'impliqui en la defensa d'un de nosaltres. La derrota de l'exèrcit de l'apartheid va ser una inspiració per a la gent que lluita a Sud-àfrica, sense la derrota de Cuito Cuanavale, les nostres organitzacions no haurien estat legalitzades! La derrota de l'exèrcit racista a Cuito Cuanavale ha permès que jo estigui aquí avui! Cuito Cuanavale va ser una fita en la història de la lluita per l'alliberament del sud d'Àfrica!. | » |

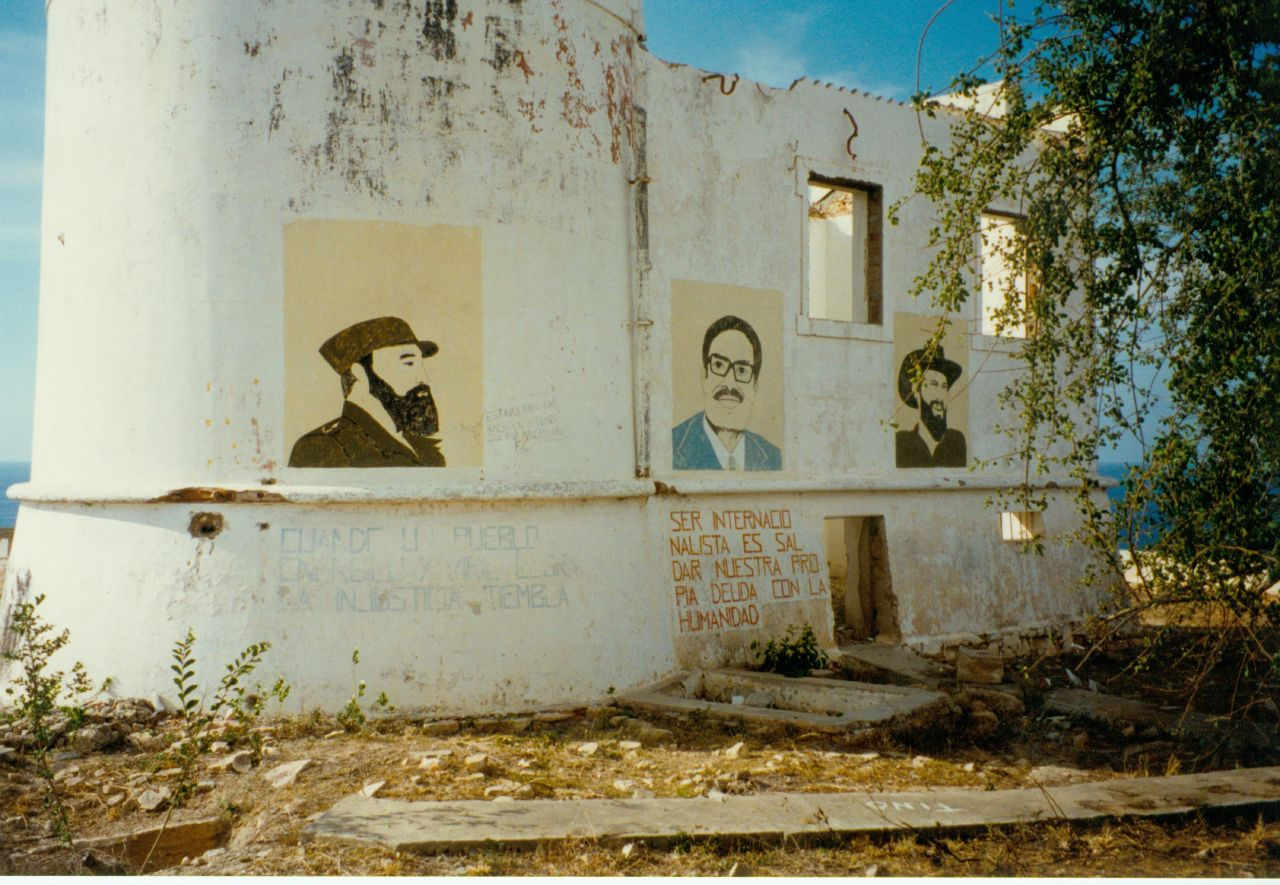
Far destruït a Lobito, Angola, 1995

També es va criticar la intervenció cubana, amb el Dr. Peter Hammond, un missioner sud-africà vinculat a Frontline Fellowship, recordant: 
| « | Hi havia més de 50.000 soldats cubans al país. Els comunistes havien atacat i destruït moltes esglésies. Ls metralladores dels helicòpters MiG-23 i Mi-24 van terroritzar els vilatans d'Angola. Vaig documentar nombroses atrocitats, de pobles, escoles i esglésies. | » |

En una cerimònia nacional del 7 de desembre de 1988, tots els cubans morts a l'Àfrica van ser enterrats en cementiris de tota l'illa. Segons les dades del govern cubà, durant totes les missions d'intervenció estrangera cubana dutes a terme a l'Àfrica des del començament dels anys 60 fins a la retirada de l'últim soldat d'Angola el 25 de maig de 1991, van morir 2. 289 cubans. Altres analistes han assenyalat que de 36.000 soldats cubans compromesos a lluitar a Angola des de 1975 fins a 1979, les morts de combat van ser prop de 5.000.
Les eleccions lliures a Namíbia es van celebrar el novembre de 1989 i el SWAPO va obtenir el 57% de les votacions, malgrat els intents de Pretòria de manipular les eleccions a favor d'altres partits. (vegeu Martti Ahtisaari i Història de Namíbia). Namíbia va obtenir la independència el març de 1990.
La situació a Angola estava lluny d'estar consolidada i el país va continuar sent assolat per la guerra civil durant més d'una dècada. El MPLA va guanyar les eleccions generals d'Angola de 1992, però vuit partits de l'oposició van rebutjar les eleccions de 1992 com a manipulades. UNITA va enviar negociadors de pau a la capital, on el MPLA els va assassinar, juntament amb milers de membres d'UNITA. Savimbi encara estava disposat a continuar les eleccions. El MPLA va massacrar desenes de milers de votants d'UNITA a tot el país, en l'esdeveniment conegut com la massacre de Halloween. El líder d'UNITA Jonas Savimbi no acceptaria els resultats i es va negar a unir-se al parlament angolès com a oposició. Una vegada més UNITA va prendre les armes, finançades amb la venda de diamants de sang. La guerra civil va acabar el 2002 després que Jonas Savimbi va morir en combat.